# Berlin-Siemensstadt
Siemensstadt ist ein Ortsteil im Osten des Bezirks Spandau von Berlin. Er entstand durch die Neuansiedelung der Werke von Siemens & Halske und deren Tochtergesellschaft Siemens-Schuckert (SSW) mit den zugehörigen modernen Werkssiedlungen auf den Nonnenwiesen.

## Geographie

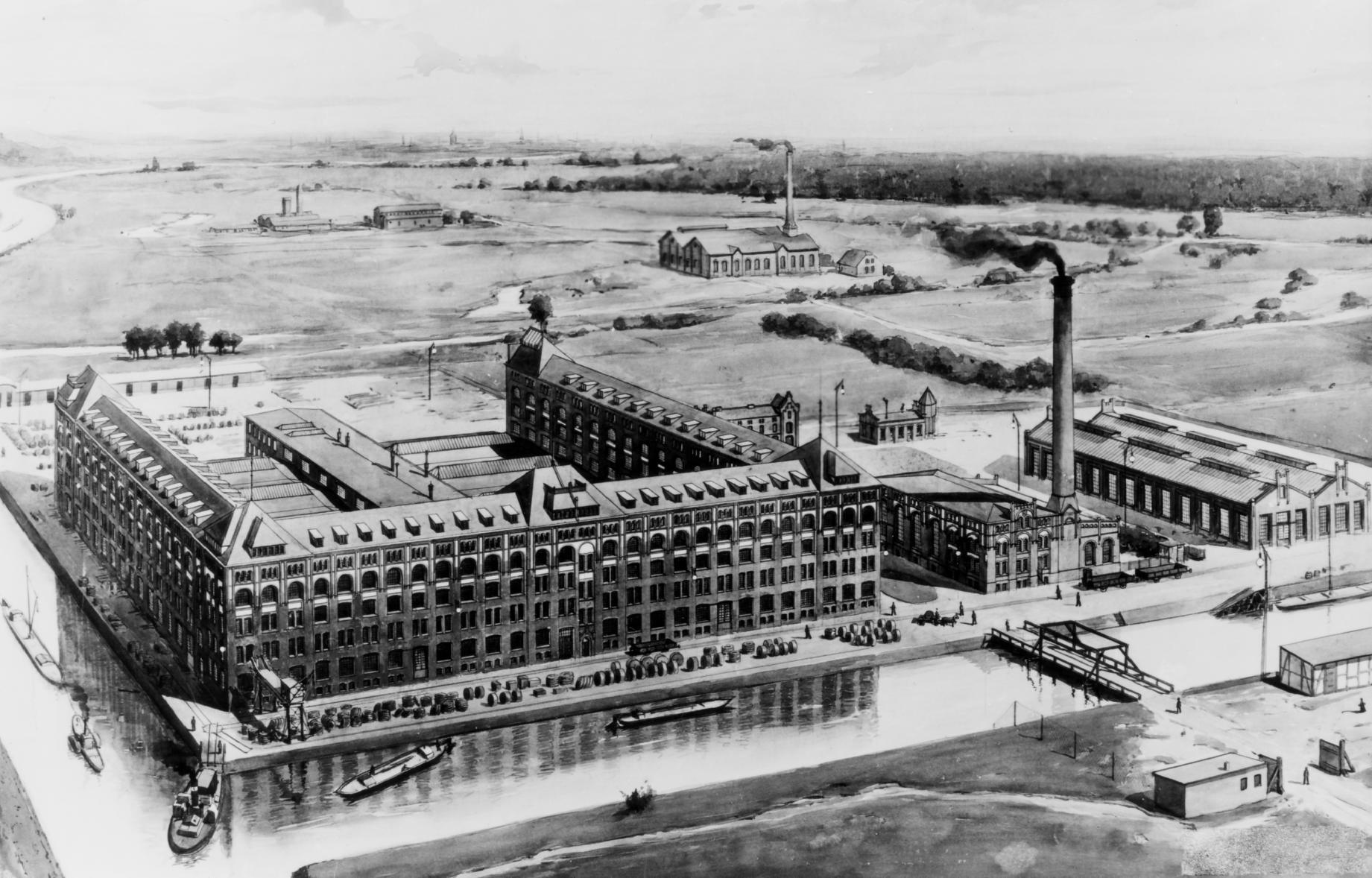
Kabelwerk Westend, um 1900

Siemensstadt liegt zwischen dem Hohenzollernkanal (einem Teilstück des Berlin-Spandauer Schifffahrtskanals) im Norden, Charlottenburg-Nord im Osten, der Spree im Süden und Haselhorst im Westen. Der durch die Ringsiedlung verlaufende Jungfernheideweg stellt die Grenze zu Charlottenburg-Nord dar. Zu Siemensstadt gehört auch die durch den Alten Berlin-Spandauer Schifffahrtskanal und Hohenzollernkanal gebildete Insel Gartenfeld, auf der weitere Siemens-Werksanlagen (bis 2002: Kabelwerk Gartenfeld) errichtet wurden. Der bestimmende Straßenzug ist die Nonnendammallee, im Westen mit Gewerbe und im Osten mit der Siedlung Nonnendamm.
Der Ortsteil ist noch von weitläufigen Industrie- und Werksanlagen und durchgrünten Wohnsiedlungen geprägt, allerdings gehören die dortigen Unternehmen nicht mehr ausschließlich zur Siemens AG.

## Geschichte

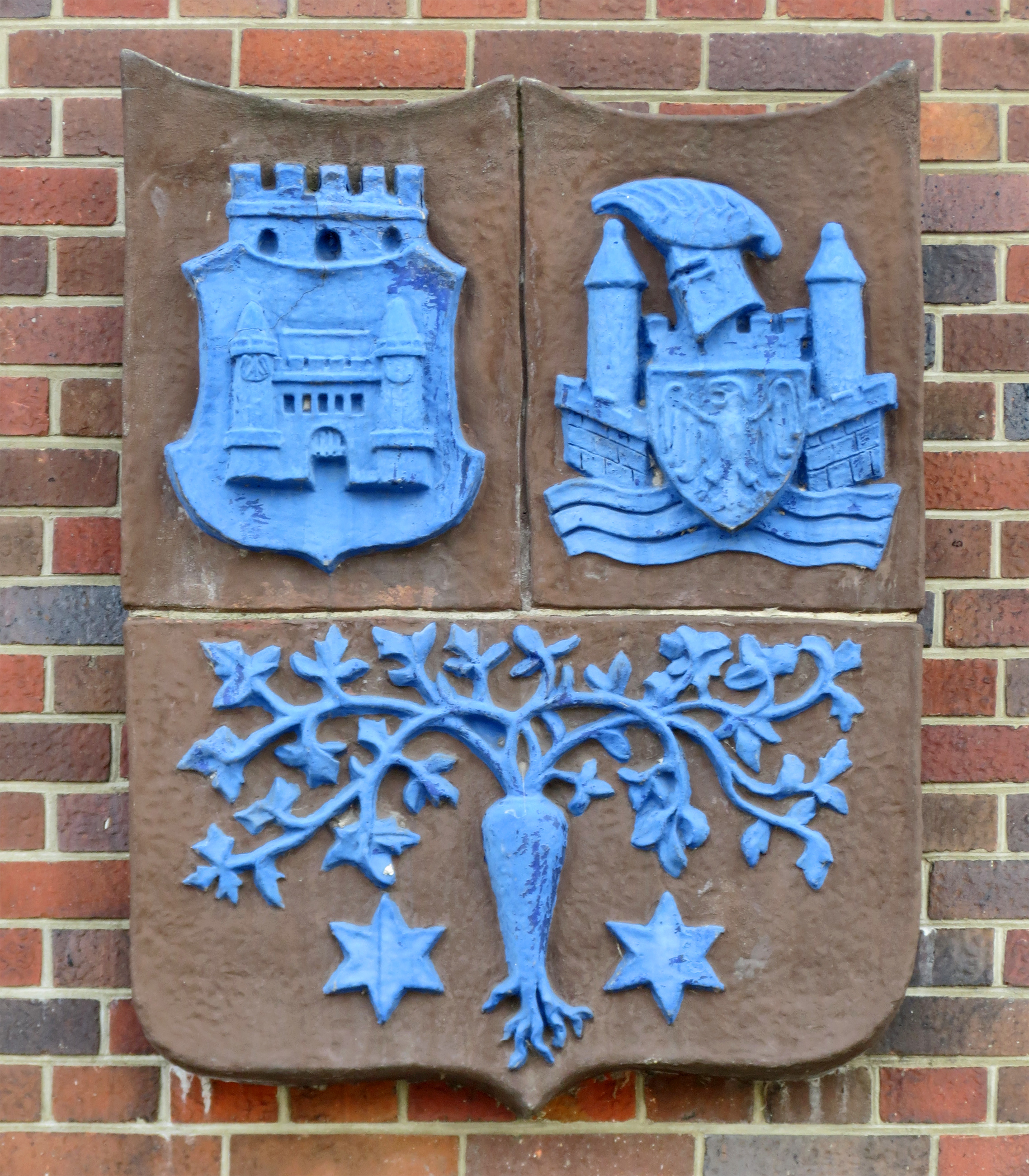
Wappen von Siemensstadt

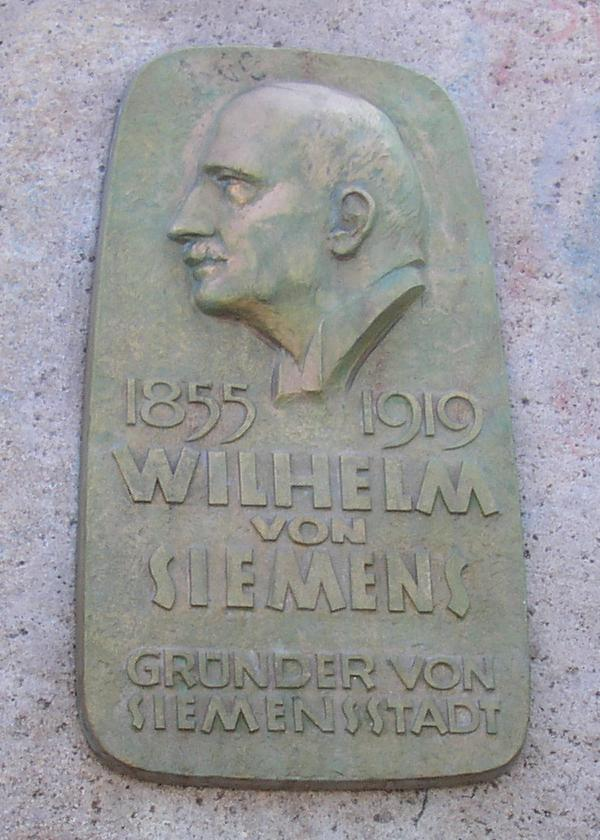
Gedenktafel für Wilhelm von Siemens, Gründer der Siemensstadt, im Wilhelm-von-Siemens-Park

Die Produktionsstätten von Siemens waren Ende des 19. Jahrhunderts im Berliner Raum verstreut. Als neuer Standort von Siemens wurde das zur Stadt Spandau gehörende brachliegende Gebiet nördlich der Spree um den Nonnendamm ausgewählt. Es lag zwischen Nonnenwiesen, Hühner-Werder (seit der Spreeregulierung an deren Nordufer), Rohrbruch und der Jungfernheide und schloss sich an die Spandauer Industriegebiete auf dem Terrain des Gutsbezirks Haselhorst an. Im Jahr 1897 erwarb die Siemens & Halske AG ein 209.560 m² großes Areal auf dem Hühner-Werder, eine „fast unbewohnte und verkehrstechnisch kaum erschlossene Naturlandschaft aus Wald, Wiesen, Heideland und Feuchtgebieten“. Die einzigen Verkehrsanbindungen nach Spandau und das benachbarte Charlottenburg und Berlin waren der Wasserweg auf der Spree und die Landverbindung über den (seinerzeit) unbefestigten Nonnendamm.
„Bereits im Jahre 1899 hatte Siemens am neuen Standort eine ‚Wohnkolonie‘ für seine Beschäftigten in Erwägung gezogen, war jedoch an den Widerständen Charlottenburgs und Spandaus gescheitert (Charlottenburg befürchtete die ‚Zersiedlung‘ seines noblen Villenortes Westend und Spandau Folgekosten); Mitte 1904 erteilte Spandau dann die Ansiedlungsgenehmigung. Die im Auftrage von Siemens tätige Märkische Bodengesellschaft erschloss das von der Firma zur Verfügung gestellte Areal und begann mit freien Architekten und Baumeistern im Herbst 1904 mit dem Bau erster Wohnblöcke zwischen Ohmstraße, Hefnersteig und Reisstraße.“ Mit dem Stadtbezirk Nonnendamm entstand auch in der Stadt Charlottenburg eine Ansiedlung für die Arbeiter von Siemens.
Die Gegend von Haselhorst bis zur Charlottenburger Grenze wurde als „Kolonie Nonnendamm“ bezeichnet und im Berliner Adressbuch erstmals 1910 so genannt. Dieses Gebiet gehörte ursprünglich teils zum Gutsbezirk Sternfeld im Kreis Osthavelland, teils zum Gutsbezirk Tegel-Forst im Kreis Niederbarnim und wurde am 1. Mai 1908
in die Stadt Spandau eingemeindet. Es bildete zunächst eine Exklave der Stadt Spandau, bis am 1. April 1910 die dazwischenliegenden Gutsbezirke Spandau, Haselhorst und Sternfeld auch nach Spandau eingemeindet wurden.
Im Jahr 1914 erhielt Nonnendamm b. Berlin im Stadtkreis Spandau unter Bezug auf das Unternehmen Siemens den Namen Siemensstadt. Die neue Ansiedlung hatte zu diesem Zeitpunkt 7000 Einwohner und Arbeitsplätze für 23.000 Beschäftigte. Die ersten Wohnbauten entstanden im Osten des Nonnendamms und tragen in ihrer Originalbebauung die Bezeichnung Siedlung Nonnendamm.
In einer Darstellung des Anzeiger für das Havelland vom 1. August 1913 wurde die damals entstehende Siemensstadt wie folgt dargestellt.

„Dort hinter der Spree erheben sich gewaltige Gebäude in rotem Backsteinbau; vier- und fünfstöckige Gebäude von mehreren hundert Metern Front und lange Maschinenhäuser dehnen sich aus. Ein Kanal führt bis zu den Werken und unzählige Eisenbahnschienen durchqueren die weiten Gelände. Das ist die Siemensstadt. Von dem Umfang der einzelnen Nonnendammer Abteilungen dürften folgende Zahlen ein Bild geben: Es werden ungefähr beschäftigt:
- im Wernerwerk 7000 Personen,
- im Kleinbauwerk 3500,
- im Elektromotorenwerk 3000,
- im Dynamowerk 2300,
- im Blockwerk 800,
- in der Automobilfabrik 550,
- in der Eisengießerei 300,
- in der Gelbgießerei 200,
- in der Versuchsanstalt für elektrische Bahnen 200,
- im Kabelwerk Gartenfeld (eine halbe Stunde vom Nonnendamm) 3000.

Das sind gewiß gewaltige Zahlen, die selbst für Groß-Berliner Industrieverhältnisse ansprechen. Im Herbst wird der Spandauer Nonnendamm weitern gewaltigen Zuwachs erhalten. Das neue Zentralverwaltungsgebäude wird dann bezogen werden, und abermals werden 3000 Personen dem Nonnendamm mehr zuströmen […] Das Wernerwerk erfährt ebenfalls fortgesetzt Vergrößerungen, alle in Charlottenburg gelegenen Siemensbetriebe sollen nach und nach auf dem Spandauer Nonnendamm angesiedelt werden […] Umfangreiche Terrains stehen dem Siemensunternehmen zu Bauten noch zur Verfügung.“

Seit 1920 gehört Siemensstadt zu Groß-Berlin, und zwar als Ortslage im Bezirk Spandau. Am 15. Oktober 1929 kam Haselhorst zum aufstrebenden Ortsteil Siemensstadt, am 1. April 1938 auch der westlich gelegene Plan.
Von 1940 bis 1945 befand sich im Saal des Gemeindehauses der evangelischen Kirche (heute Christophoruskirche) am Schuckertdamm ein „Mädchen-Gemeinschaftslager“. Dort waren 40 und mehr Zwangsarbeiterinnen aus den von der Wehrmacht besetzten Ländern Belgien, den Niederlanden, Kroatien, Dänemark und der Ukraine (damals Teil der Sowjetunion) interniert, die bei der Firma Siemens & Halske an Werktagen 12 bis 14 Stunden zivile Zwangsarbeit leisten mussten. Insgesamt waren während des Zweiten Weltkriegs fast 100.000 Menschen zwangsweise bei Siemens beschäftigt. Die Frauen hatten unterschiedliche Sprache, kulturelle und Speisegewohnheiten. Ihnen standen auf 240 Quadratmetern etwa 20 Doppelstockbetten, eine kleine Küche und eine Waschgelegenheit zur Verfügung, und mit Koffern, Kleidung und persönlichen Gegenständen herrschte in dem Raum drangvolle Enge. Ein Kontakt zu Gemeinde und Nachbarn war ihnen verboten, sie mussten sich ruhig verhalten, um Lärmbeschwerden aus der Nachbarschaft zu vermeiden. Die unmittelbar benachbarte Kirche durften sie nicht einmal zu Weihnachten betreten.

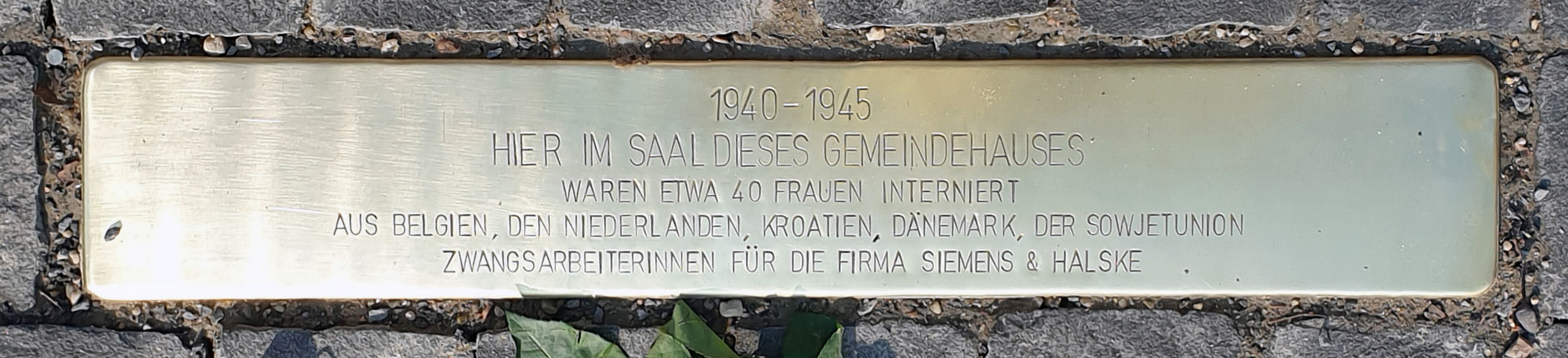
Die Stolperschwelle erinnert an die hier untergebrachten Zwangsarbeiterinnen.

Im Verwaltungsgebäude der Siemens AG ist heute eine Gedenktafel angebracht, die an alle Siemens-Zwangsarbeitenden in den Jahren des Zweiten Weltkrieges erinnert; sie ist jedoch nicht öffentlich sichtbar. Am 8. März 2025, dem Internationalen Frauentag, wurde daher auf Initiative einer Arbeitsgruppe der evangelischen Kirchengemeinde vor dem Gemeindehaus eine Stolperschwelle zum Gedenken an die Zwangsarbeiterinnen verlegt, die dort interniert waren.
Im Ortsteil befand sich an der Motardstraße bis Juni 2017 die Zentrale Aufnahmestelle für Flüchtlinge Berlin. Diese wurde komplett abgerissen.
Am 30. Oktober 2018 unterzeichneten der Berliner Regierende Bürgermeister Michael Müller und Siemens-Vorstandsmitglied Cedrik Neike eine Vereinbarung, der zufolge der Siemenskonzern in Berlin-Siemensstadt einen „Innovations-“ oder „Zukunftscampus“ mit Büros, Forschungslabors und Hightech-Produktionsanlagen für Start-ups sowie Wohnungen errichtet; erforscht werden sollen die Forschungsbereiche Energiesysteme, Elektromobilität, „Industrie 4.0“, „Internet der Dinge“ und Künstliche Intelligenz.

## Bevölkerung
| Jahr | Einwohner |
| ---- | --------- |
| 1946 | 10.892    |
| 1950 | 12.819    |
| 1960 | 13.166    |
| 1970 | 11.995    |
| 1987 | 11.456    |
| 2000 | 11.752    |

| Jahr | Einwohner |
| ---- | --------- |
| 2007 | 11.429    |
| 2010 | 11.687    |
| 2015 | 12.708    |
| 2020 | 12.740    |
| 2021 | 12.637    |
| 2022 | 12.942    |
| 2023 | 12.875    |
| 2024 | 13.438    |

## Sehenswürdigkeiten

### Wohnarchitektur
Neben Einzelbauten aus der Zeit um 1900 entstanden in Siemensstadt in mehreren Etappen Siedlungsbauten, darunter bedeutende Beispiele des Neuen Bauens und des Großsiedlungsbaus.
- Siemens-Siedlung am Rohrdamm (ab 1922 bis etwa 1929, Architekt Hans C. Hertlein)[16]
- Siedlung Heimat (1929–1930, Architekt Hans C. Hertlein, 900 Wohnungen)
- Wohngroßsiedlung Siemensstadt (nach der Architektenvereinigung Der Ring „Ringsiedlung“ oder „Reformsiedlung“ genannt, 1929–1931, zumeist zu Charlottenburg gehörend)
- Siedlung Rohrdamm-West (1953–1955, Architekt Hans C. Hertlein)

Das  Welterbekomitee der UNESCO hat am 7. Juli 2008 die Siedlungen der Berliner Moderne in die Liste des Weltkulturerbes aufgenommen. Sechs denkmalgeschützte Siedlungen, darunter auch die Großsiedlung Siemensstadt, repräsentieren einen neuen Typus des sozialen Wohnungsbaus aus der Zeit der klassischen Moderne und übten in der Folgezeit beträchtlichen Einfluss auf die Entwicklung von Architektur und Städtebau aus.

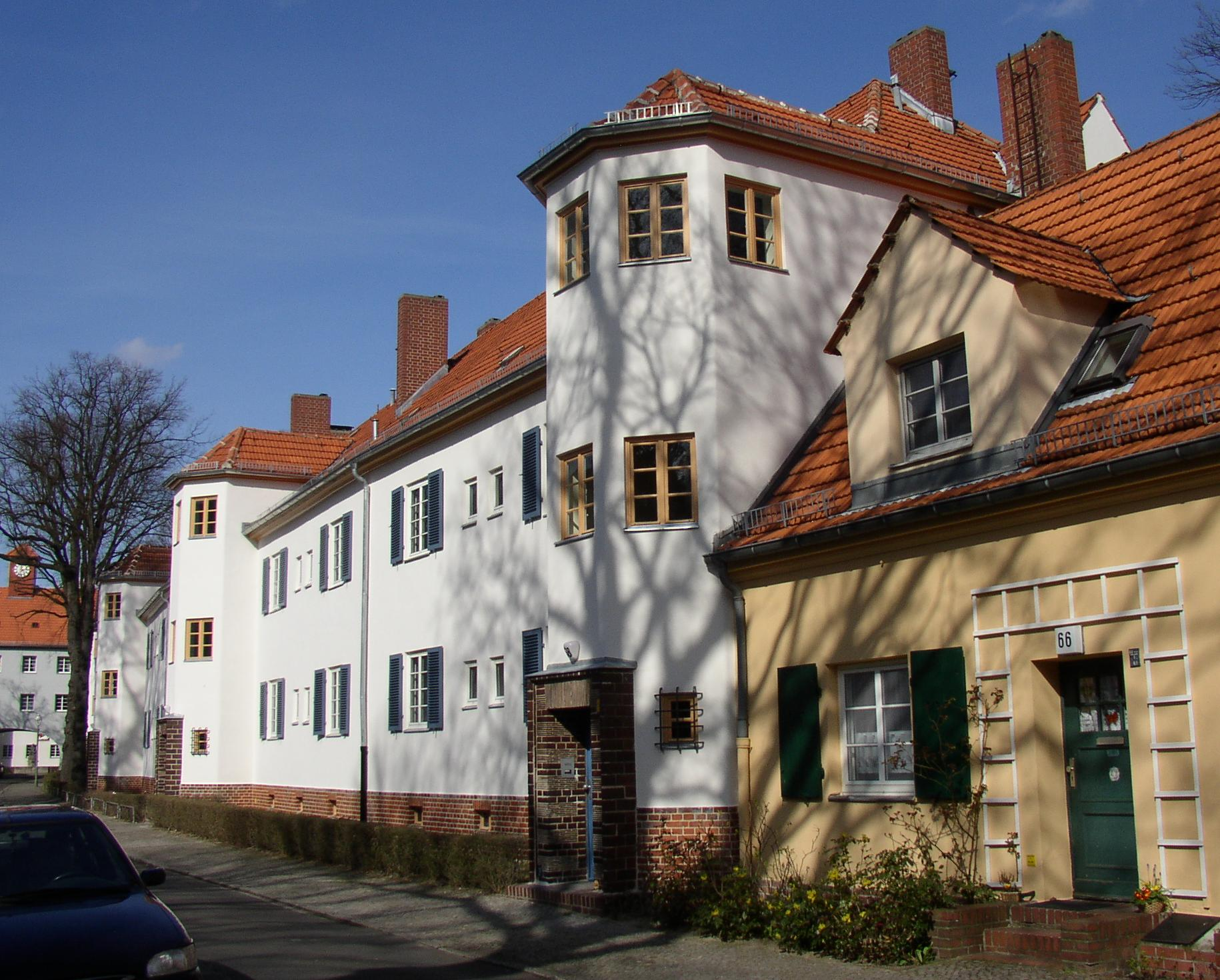
Nördlicher Teil der Rapsstraße
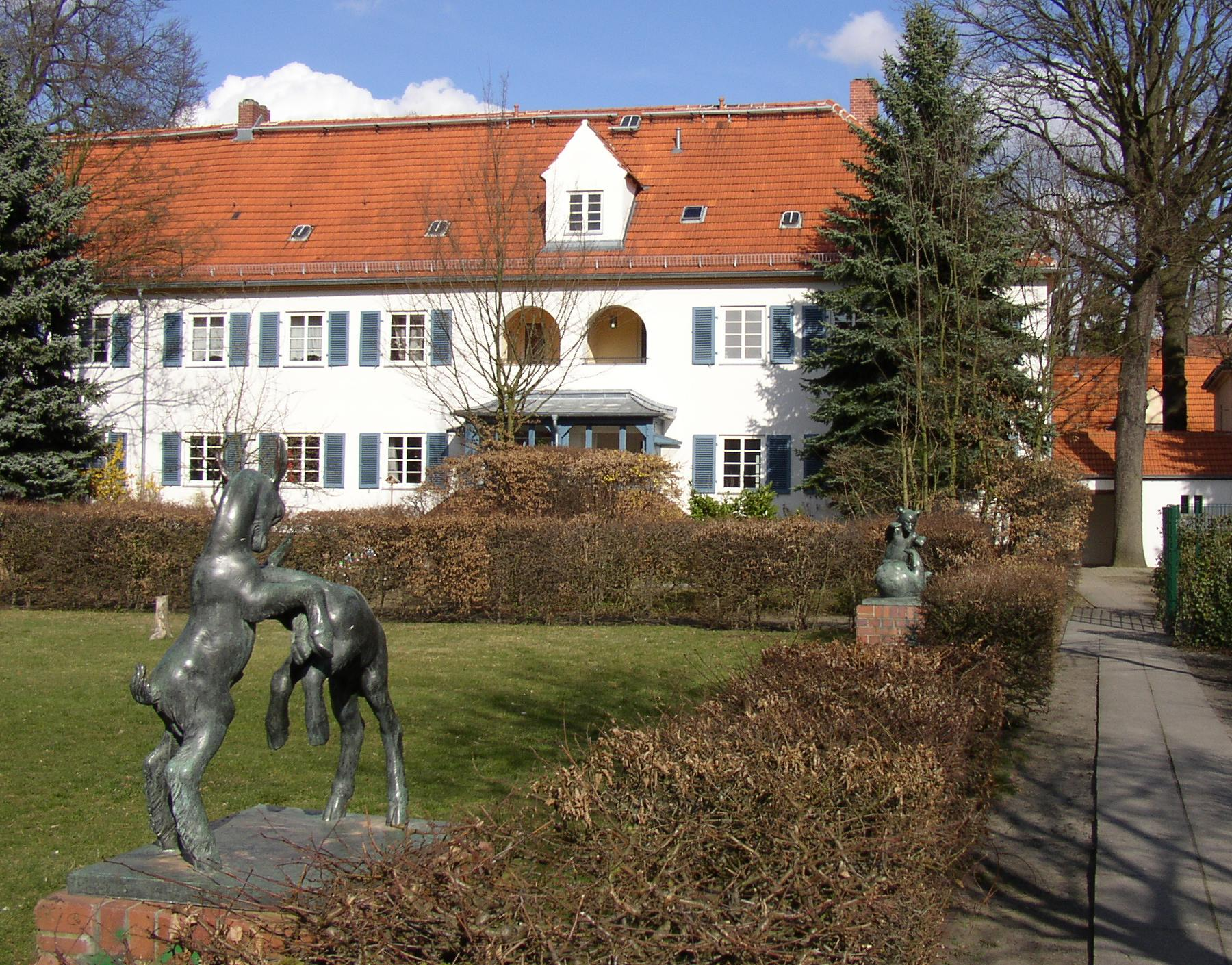
Rapsstraße
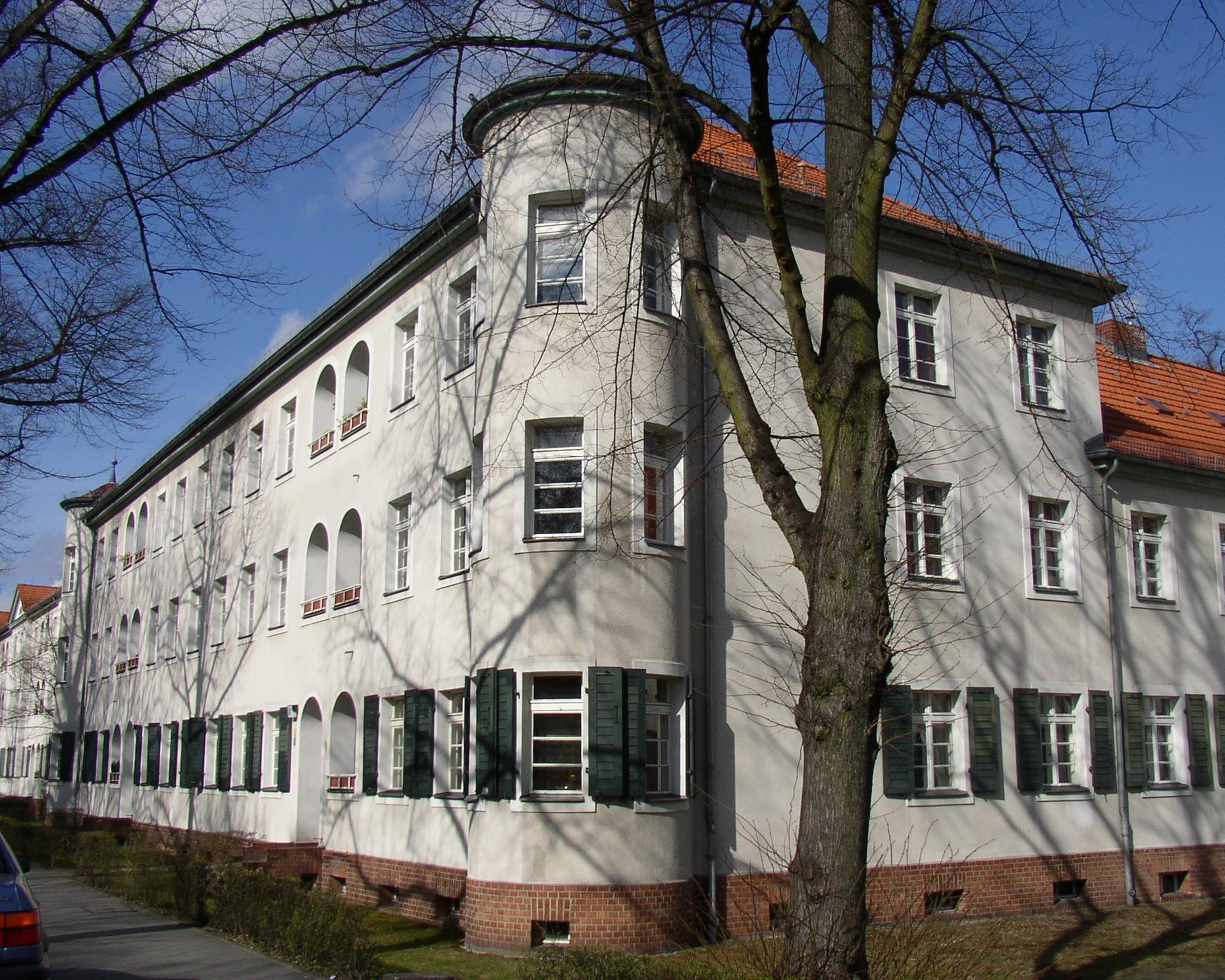
Rohrdamm
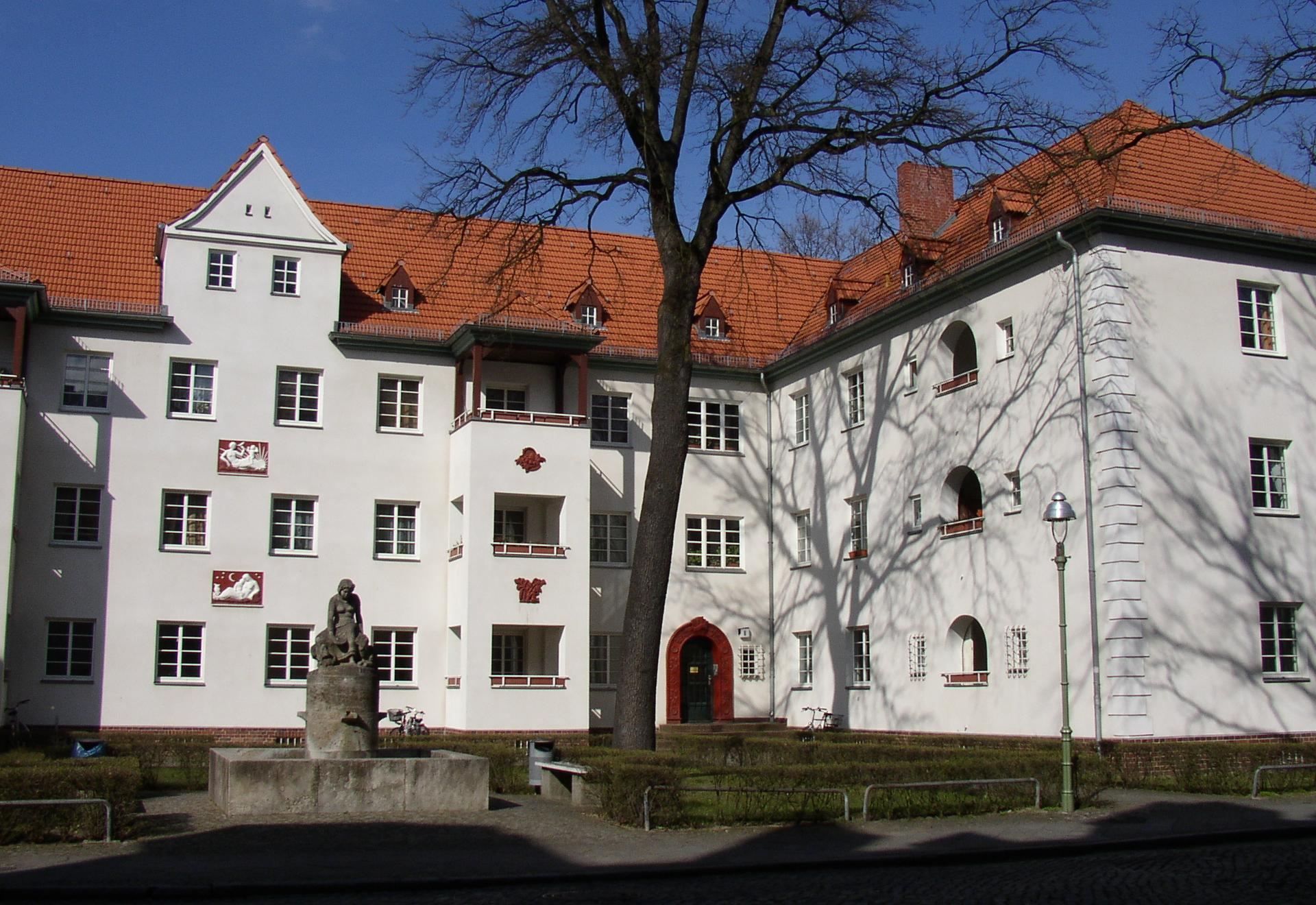
Genoveva-Brunnen vor der Harriesstraße 8/10
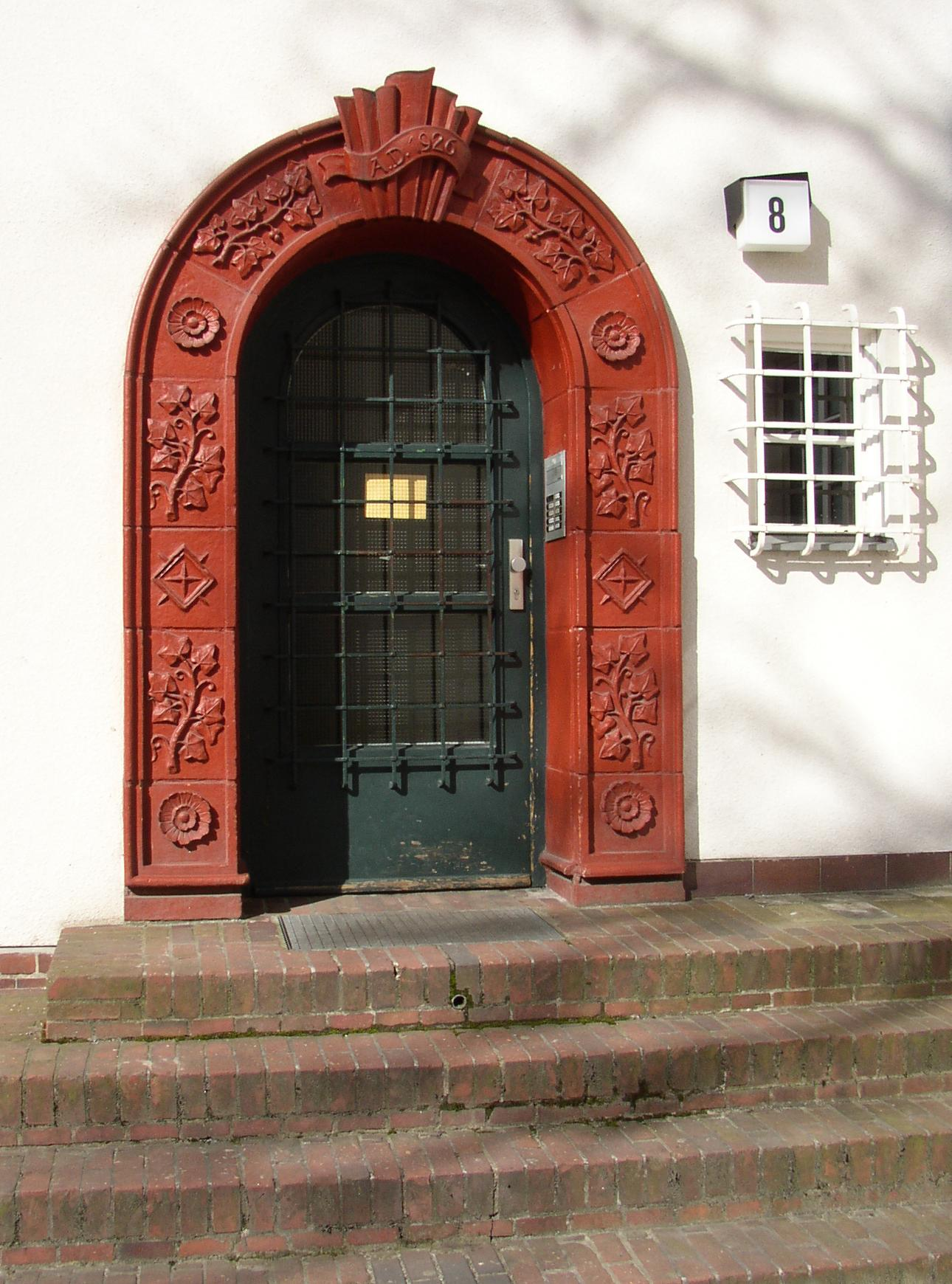
Harriesstraße 8
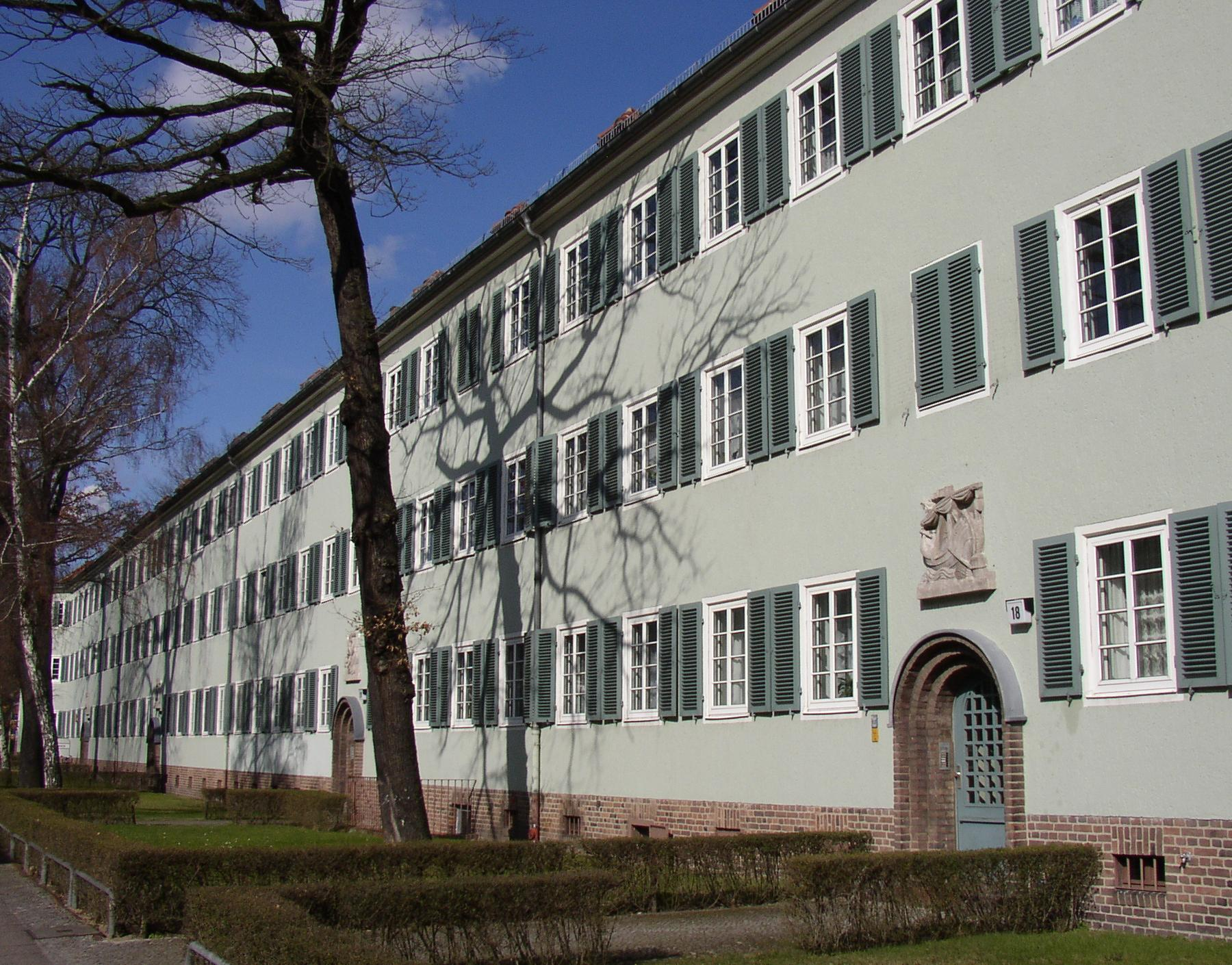
Rieppelstraße
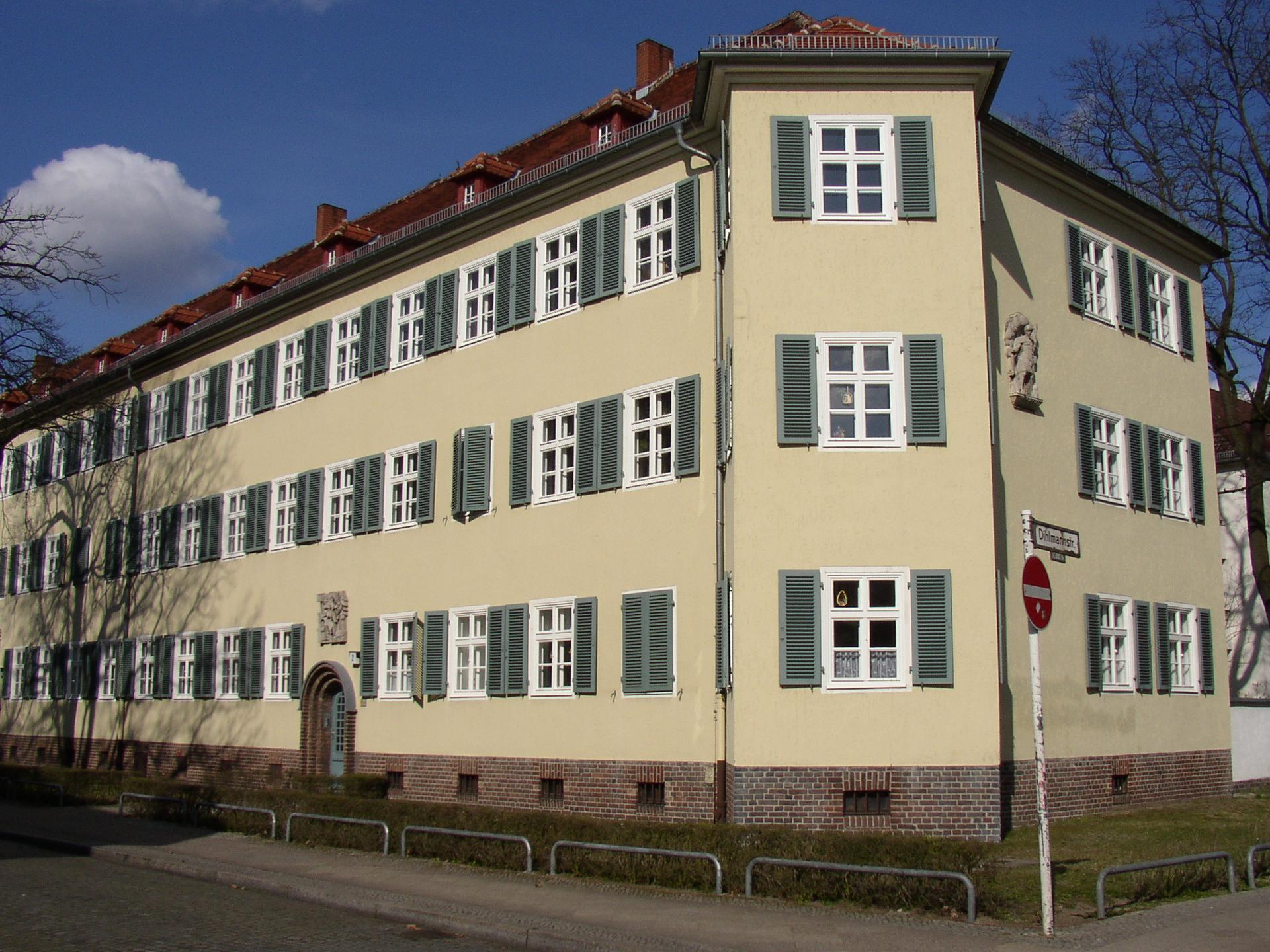
Rieppel- Ecke Dihlmannstraße
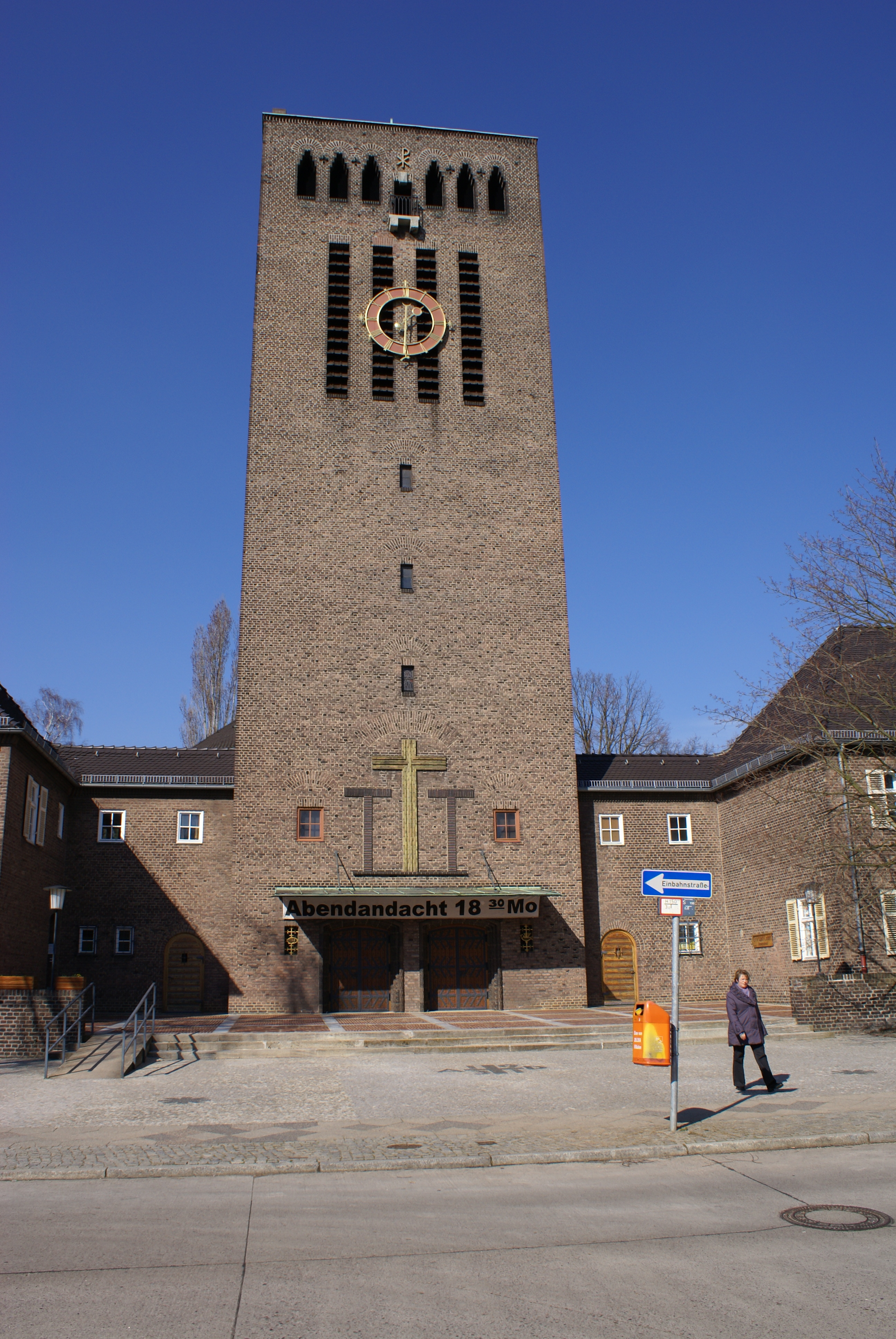
Christophoruskirche (evangelisch) am Schuckertdamm
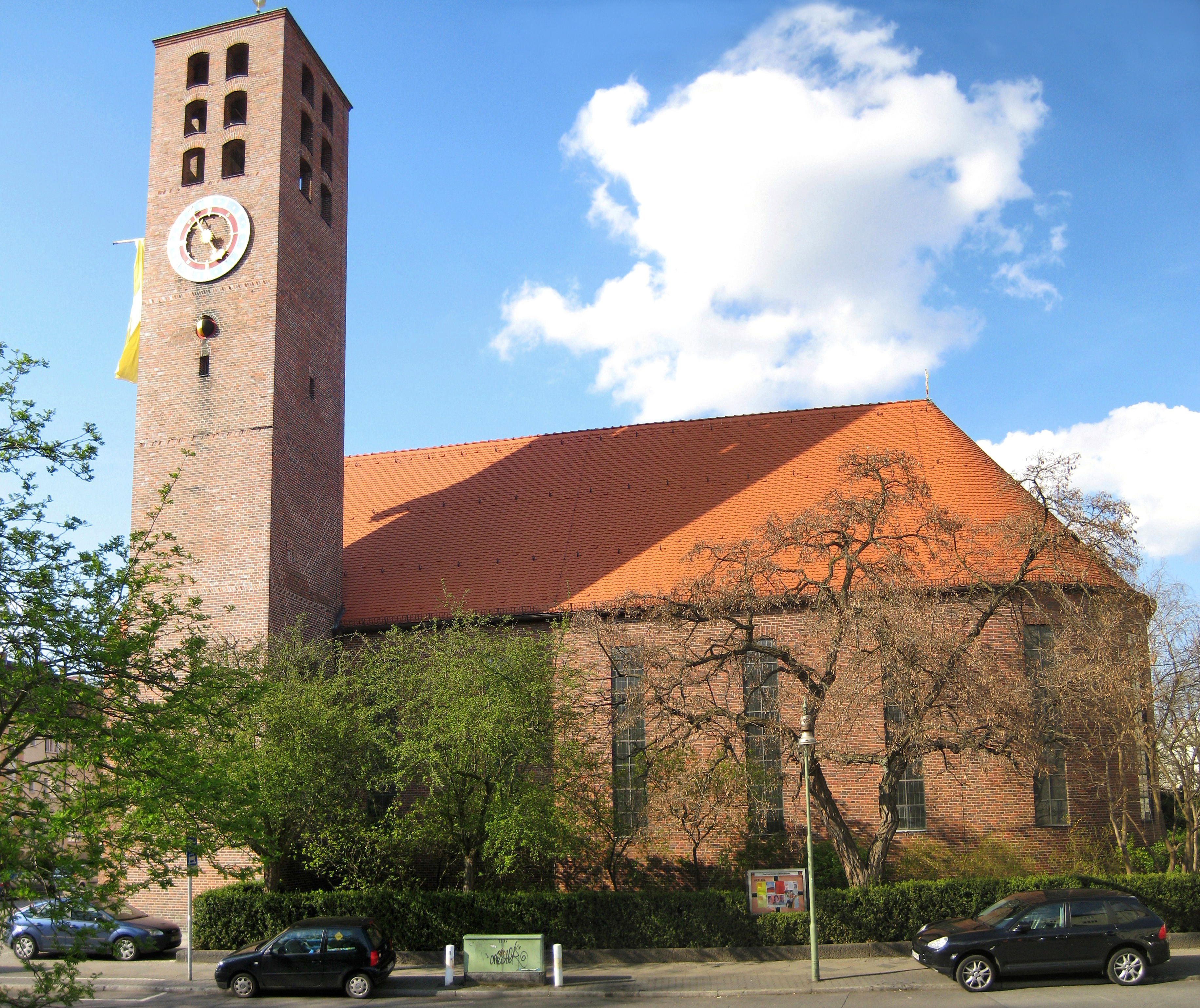
St.-Joseph-Kirche (römisch-katholisch)
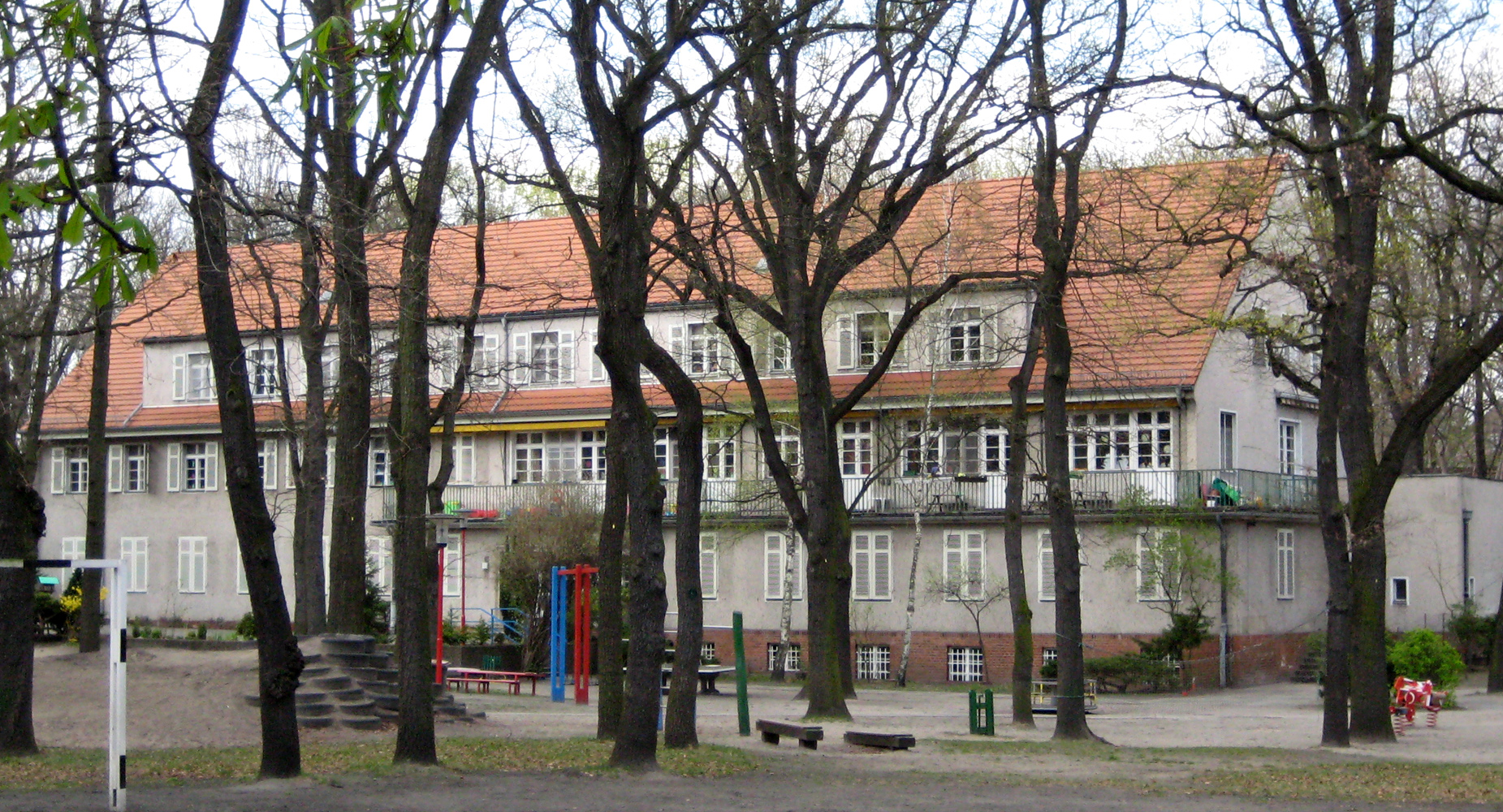
Johanna-von-Siemens-Heim
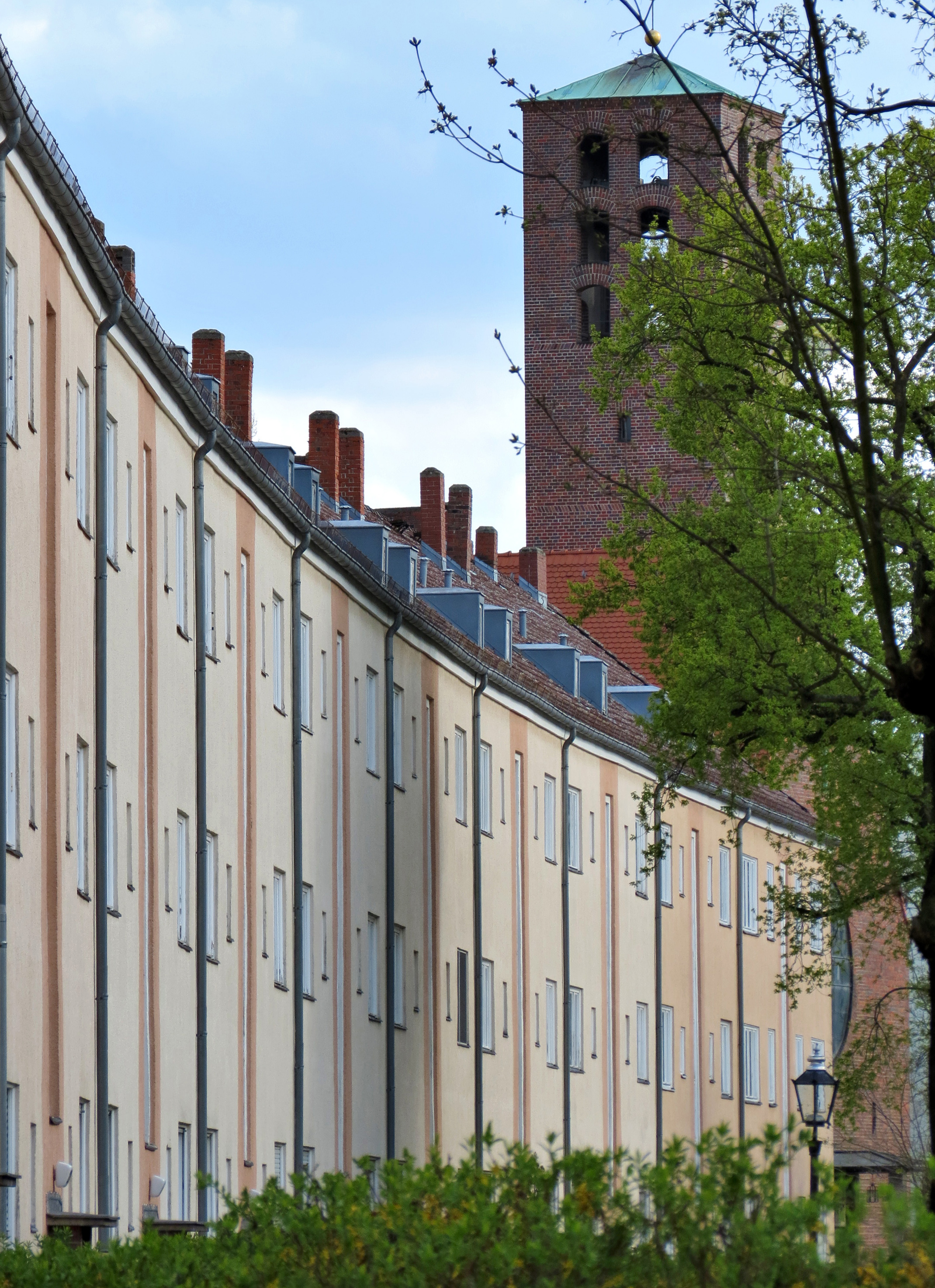
Siedlung Heimat, Natalissteig
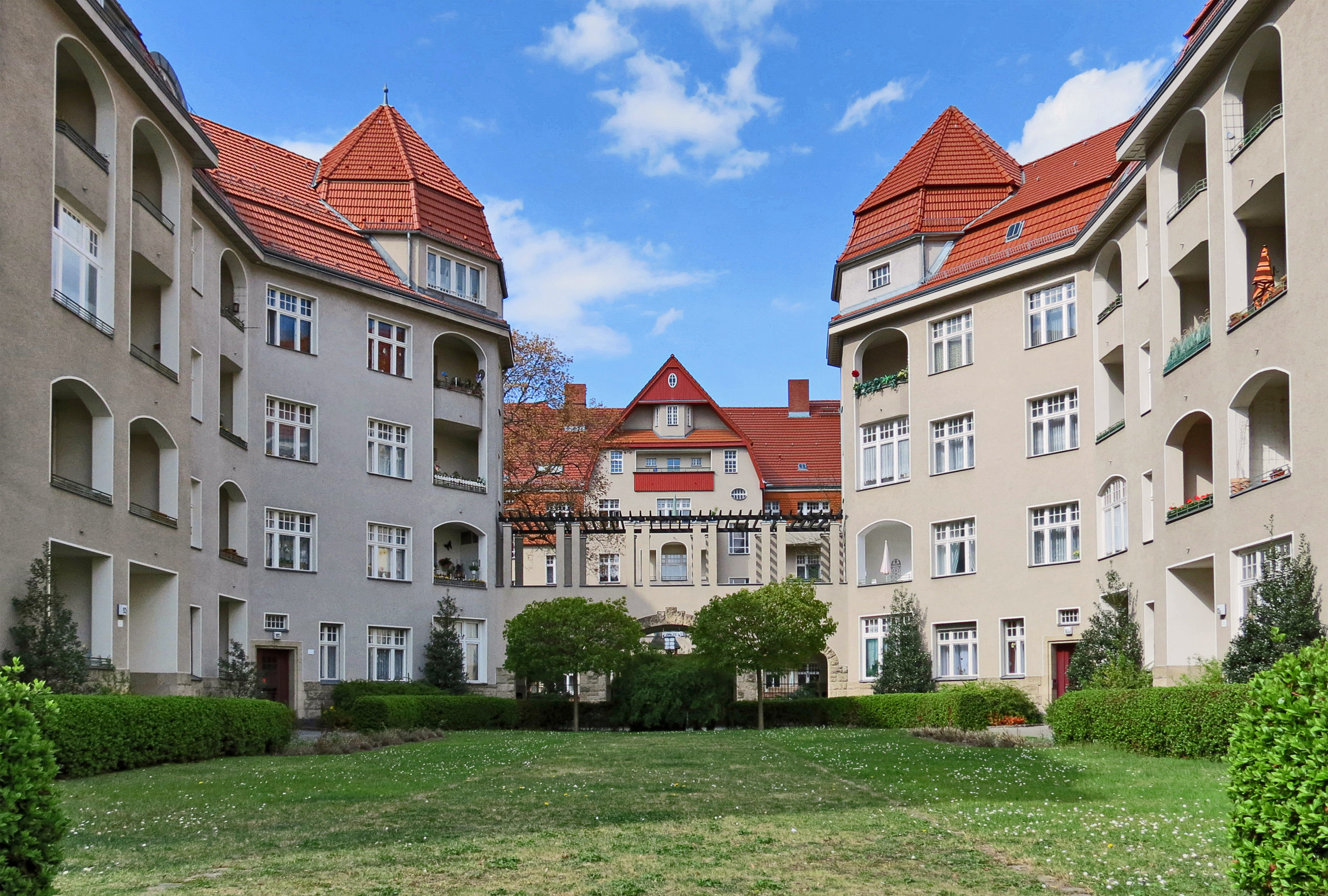
Wohnanlage Nonnendamm-Nord
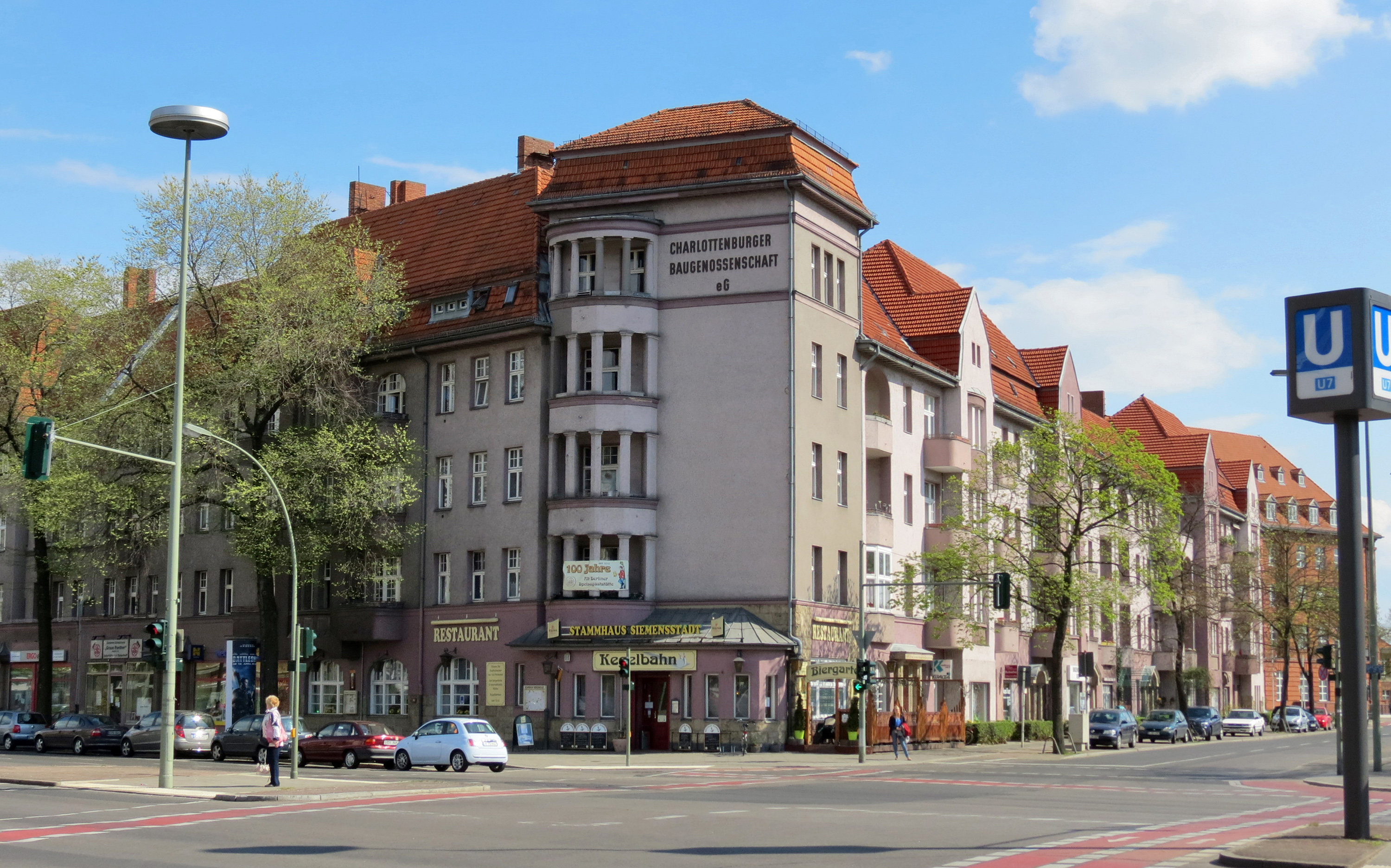
Wohnanlage Nonnendamm-Süd
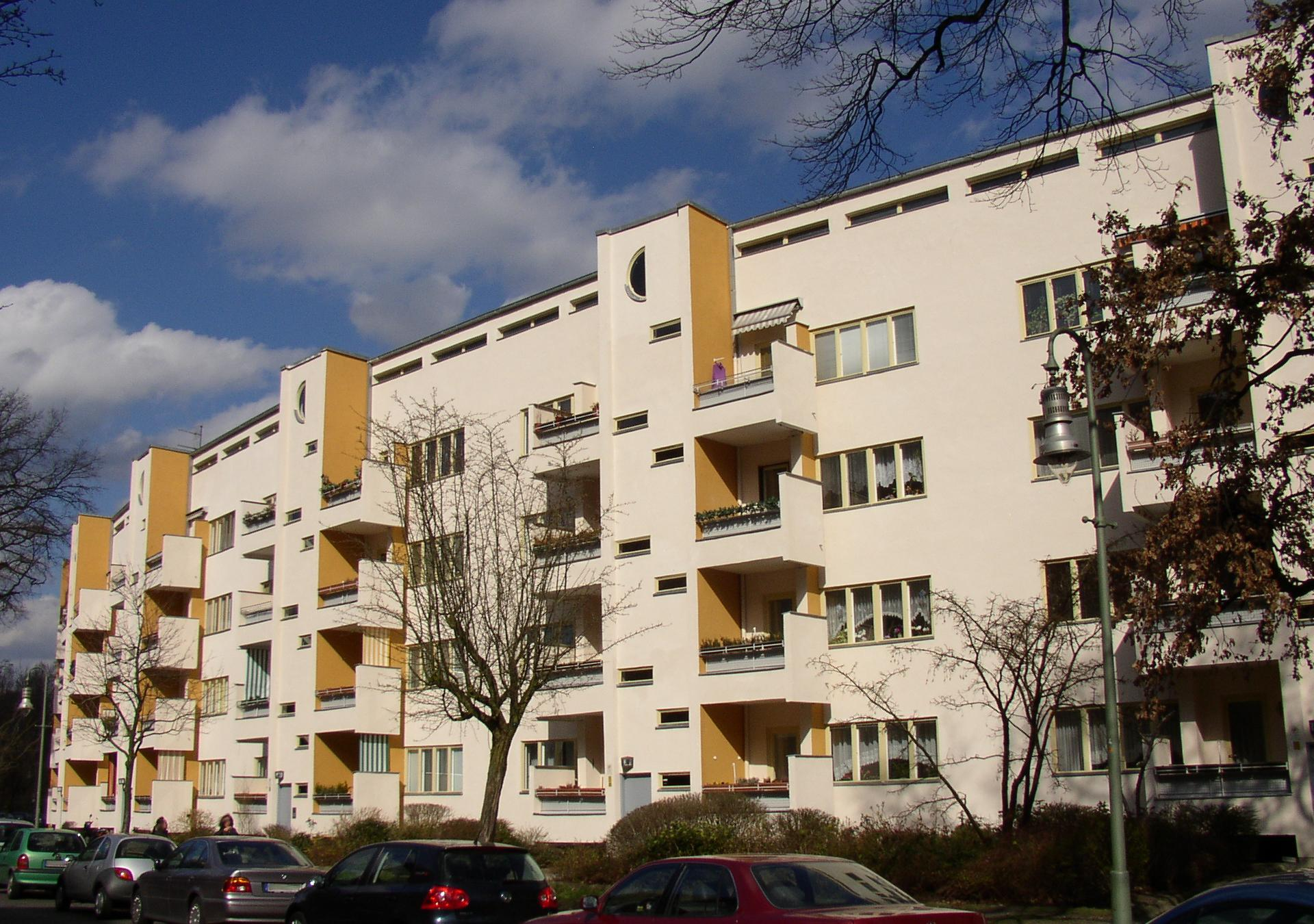
Maeckeritzstraße (Großsiedlung Siemensstadt)

### Industriearchitektur

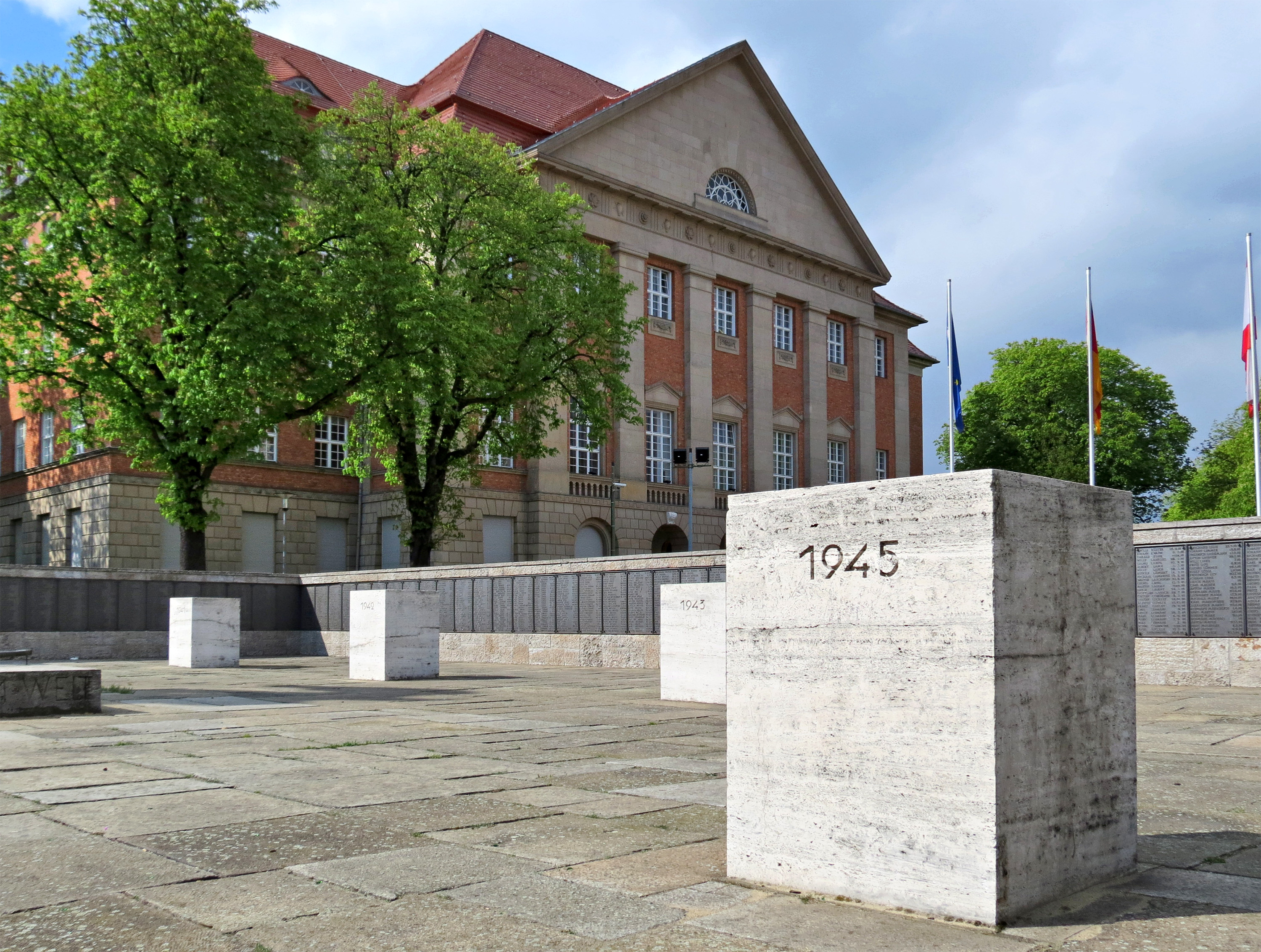
Gebäude der Siemens-Hauptverwaltung in der Nonnendammallee
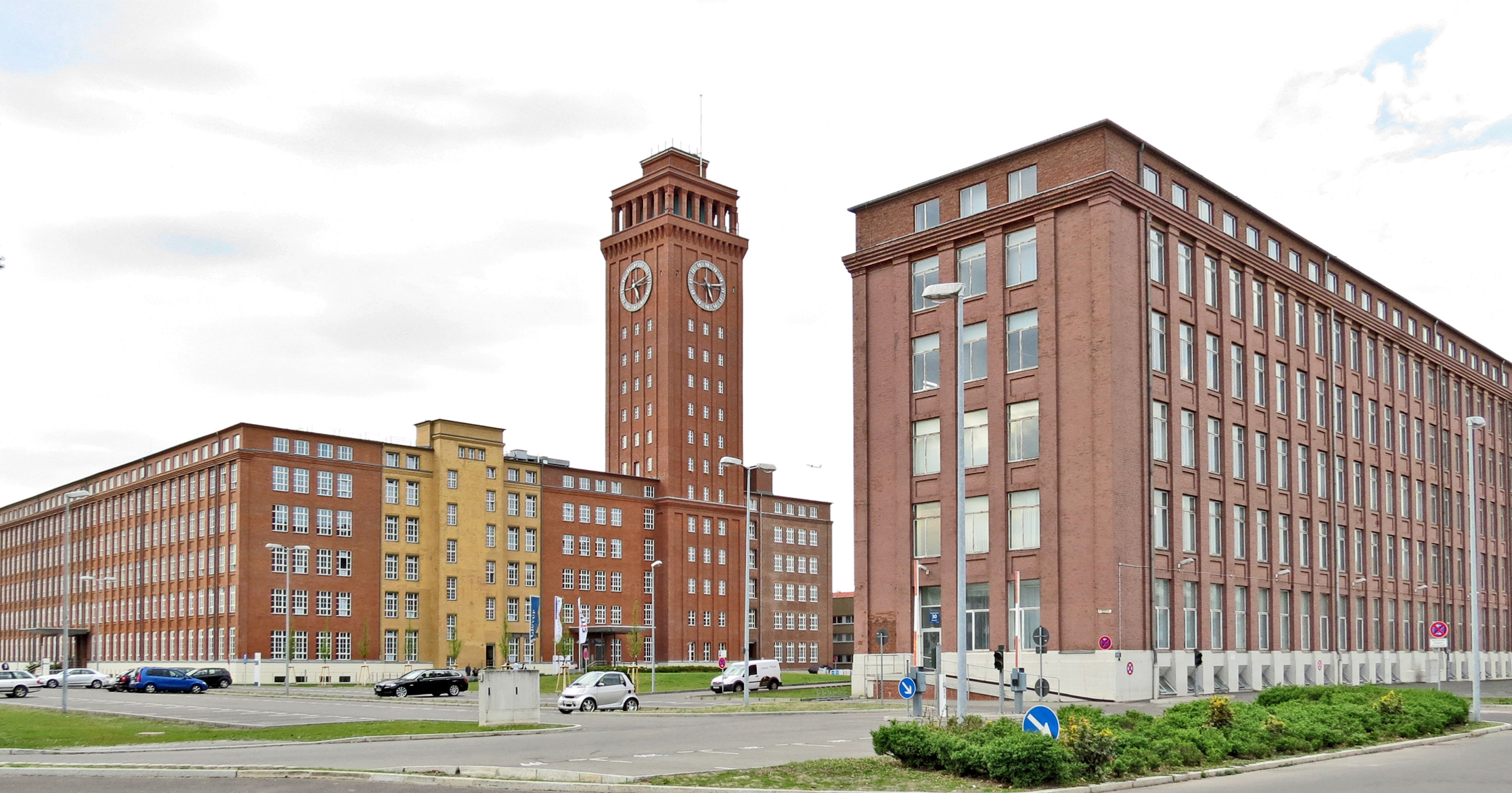
Siemens-Turm
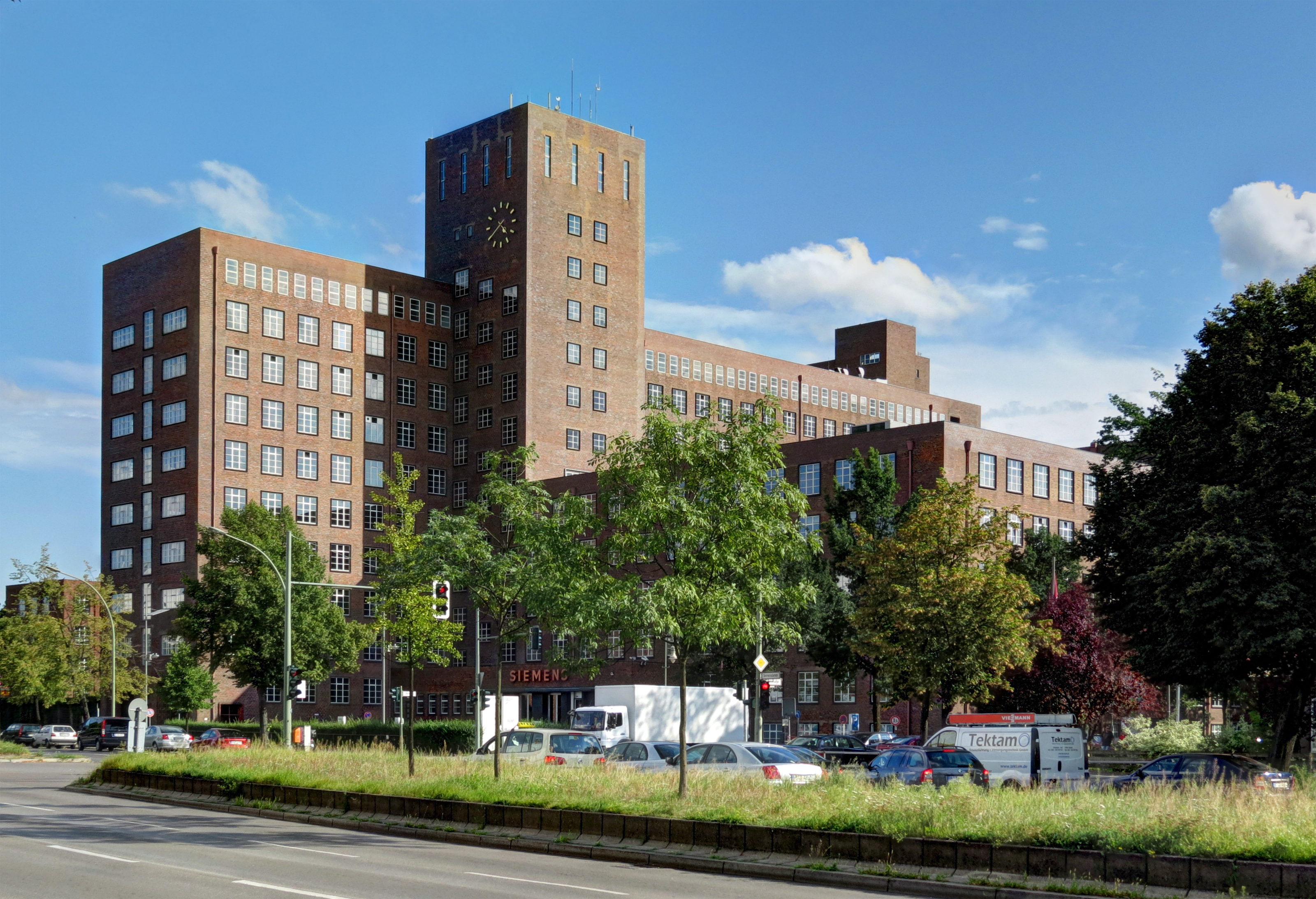
Wernerwerk
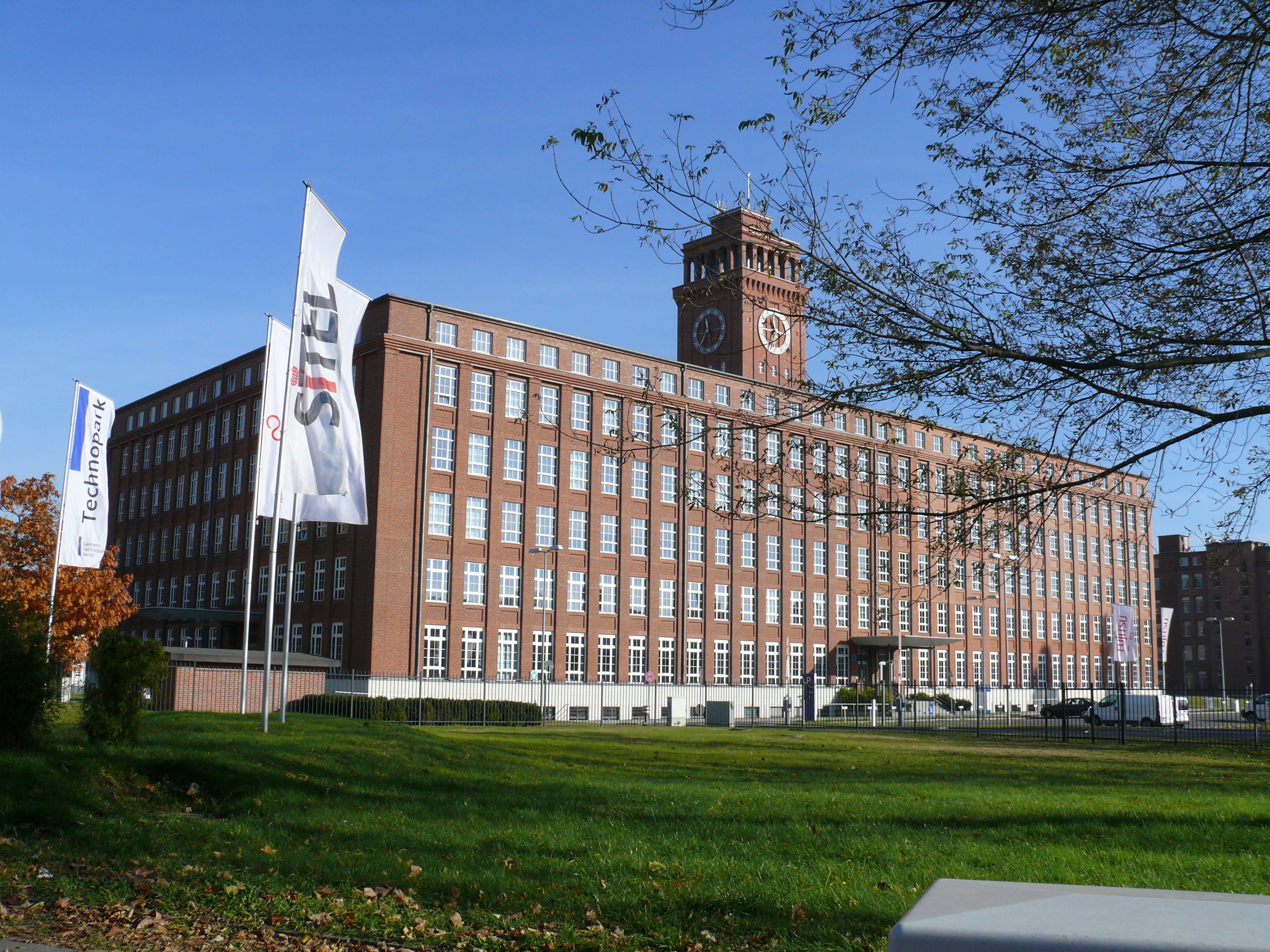
Wernerwerk II
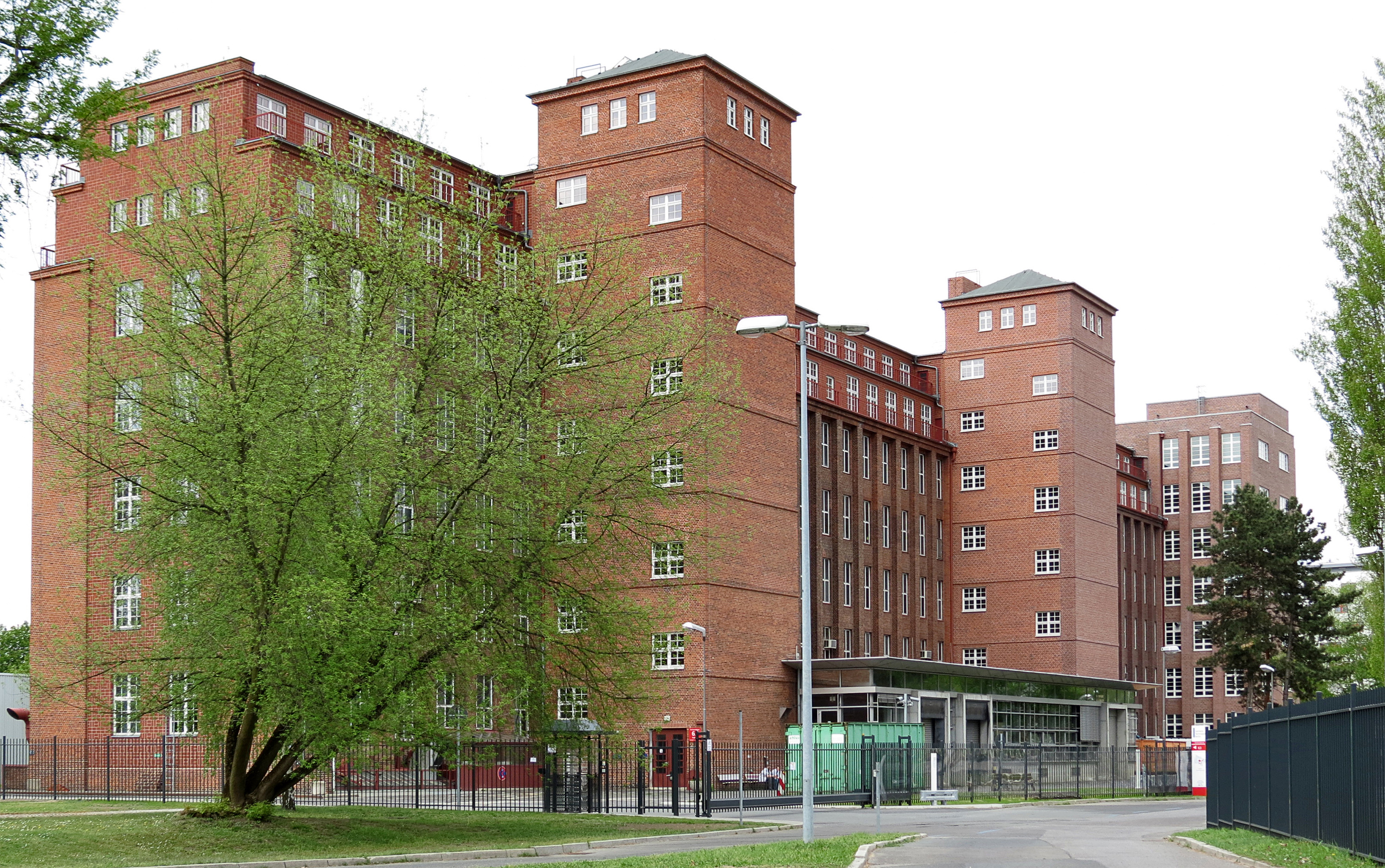
Wernerwerk XV
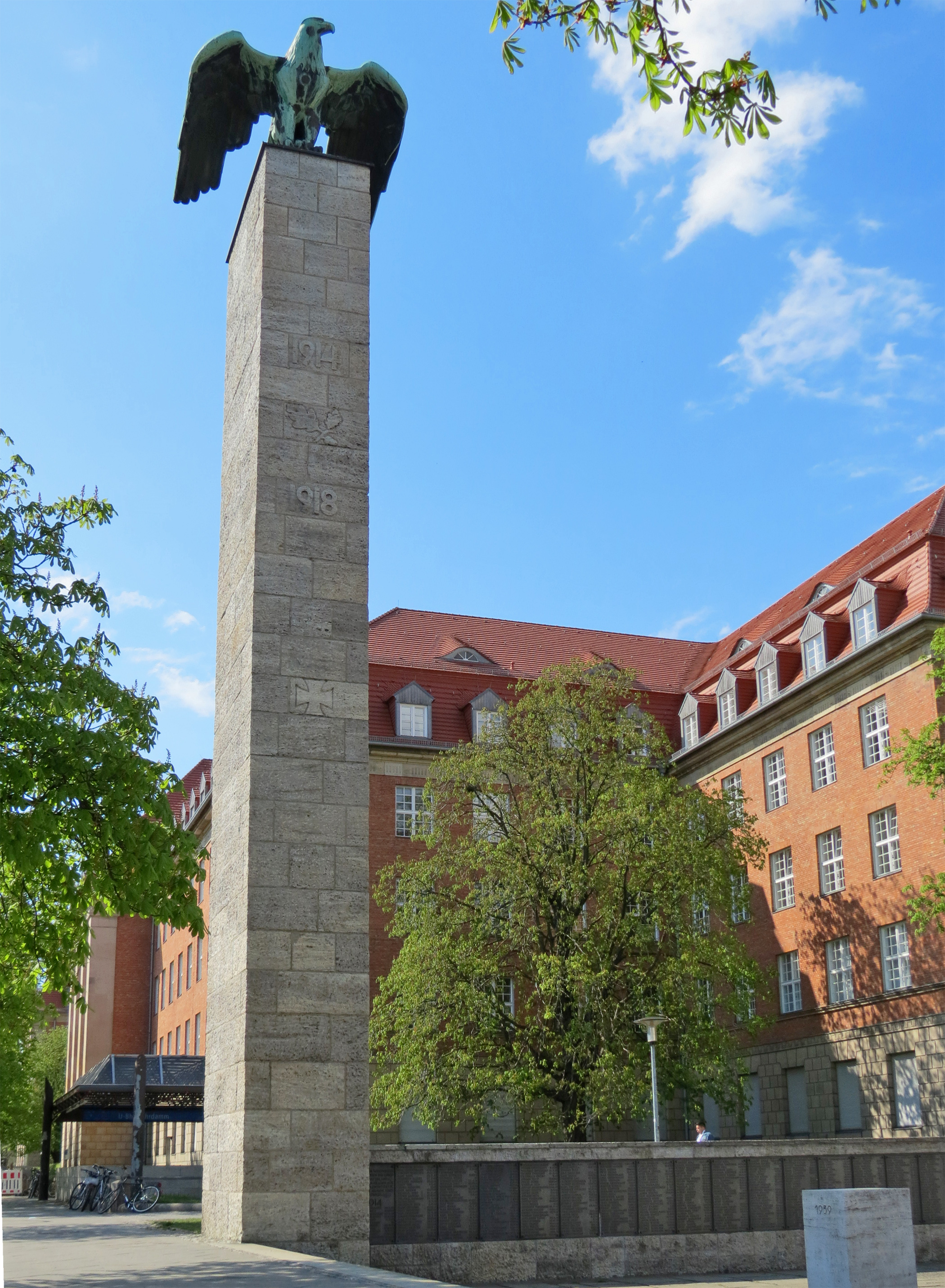
Siemens-Ehrenmal
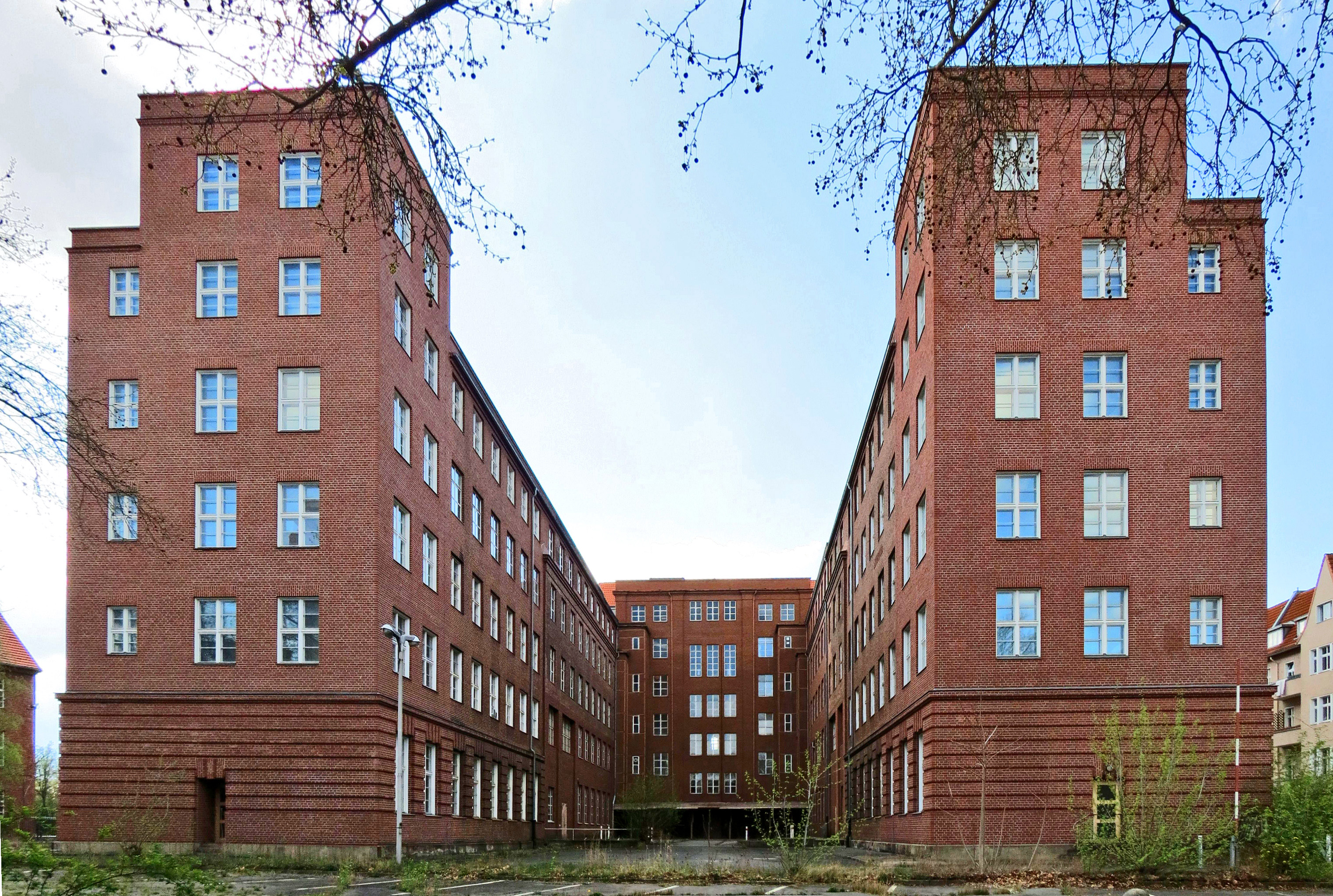
Siemens-Forschungslaboratorium
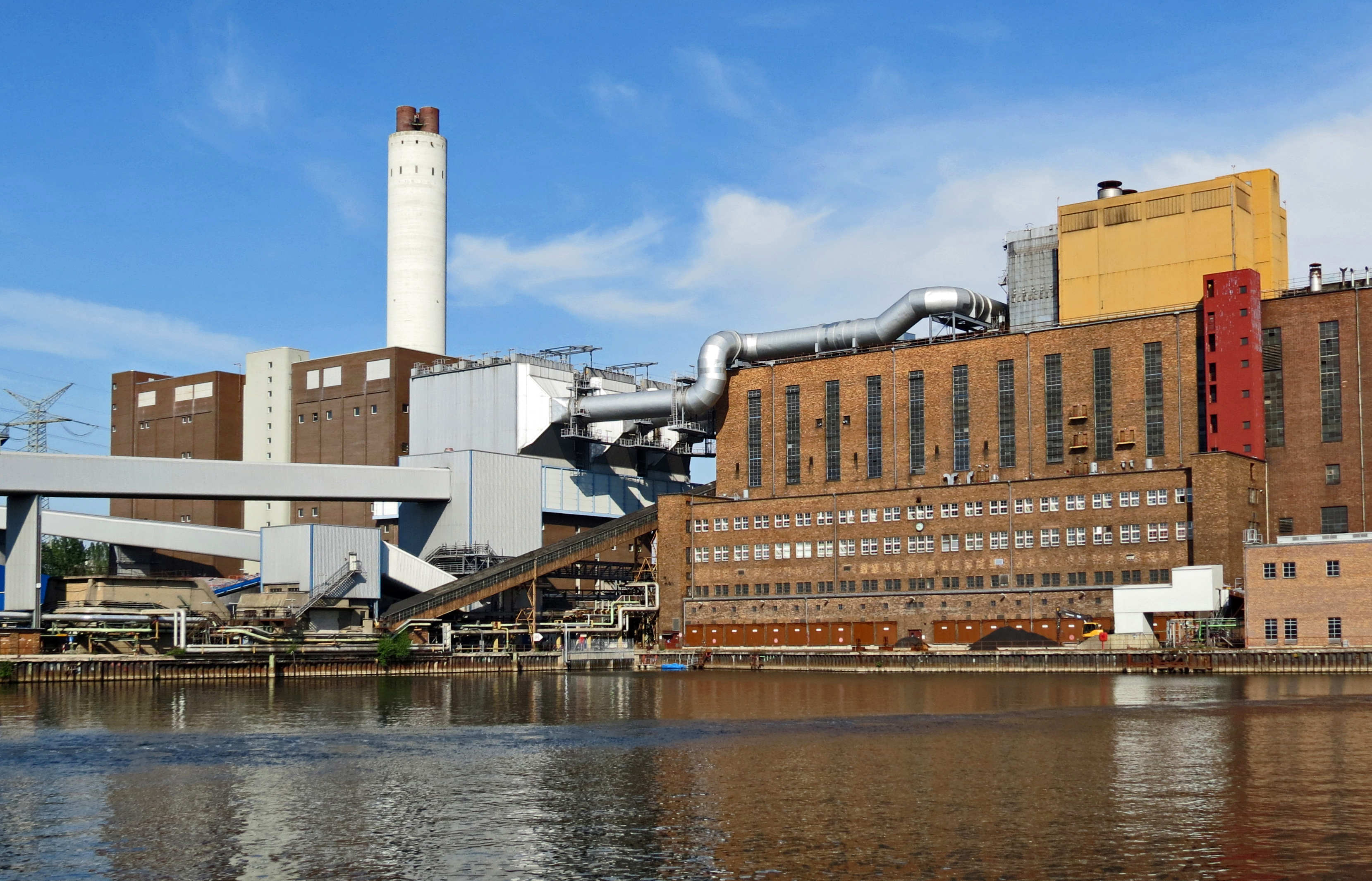
Heizkraftwerk Reuter
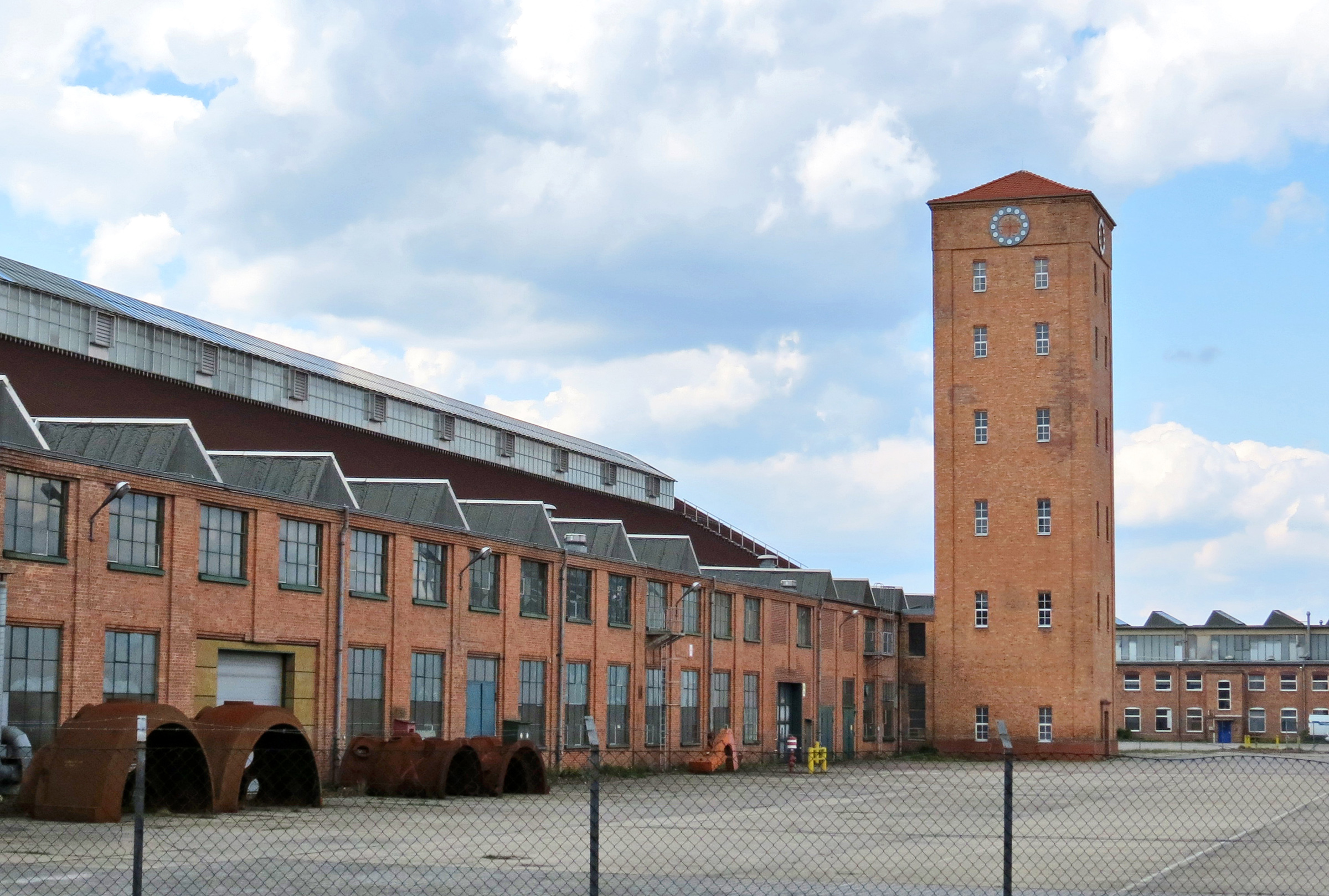
Metallwerk (ehemals Kabelwerk) Gartenfeld
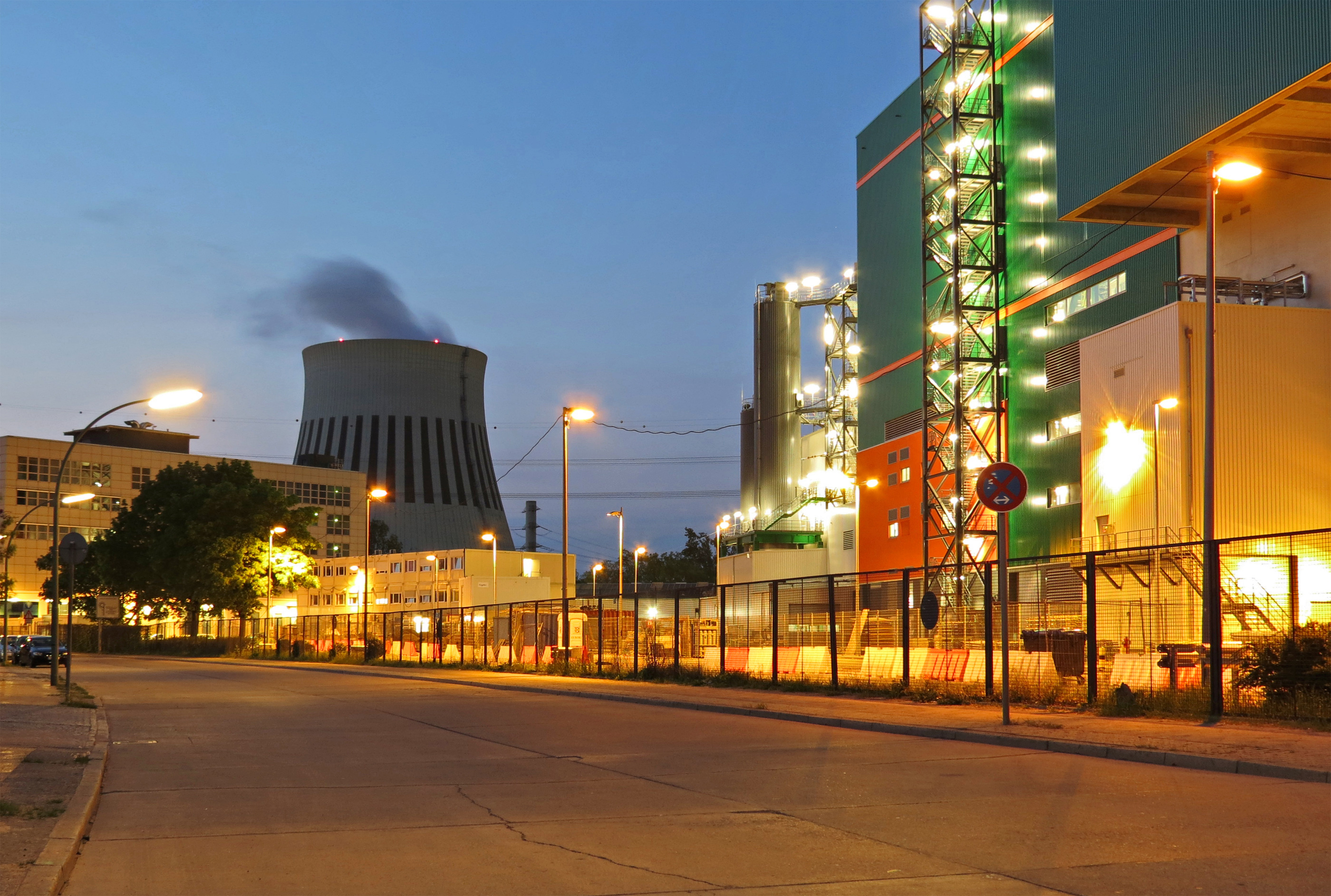
Werkring

## Infrastruktur

### Verkehr
Zum Anschluss von Betrieben und Wohnbauten an Spandau wurde auf dem neuen Nonnendamm die Elektrische Straßenbahn Spandau–Nonnendamm eingerichtet. Eine weitere Anbindung dieser Kolonie Nonnendamm an den öffentlichen Nahverkehr bestand ab 1905 über den Bahnhof Fürstenbrunn an der Hamburger Bahn, dieser war jedoch von den Werkhallen entfernt. Siemens baute dafür auf seine Kosten den Märkischen Steg als Verbindung vom Bahnhof Fürstenbrunn über die Spree. In späteren Jahren wurde zur direkten Anbindung des nördlich der Spree gelegenen Gebiets durch Siemens eine Bahnbrücke über die Spree finanziert, über diese folgte die Siemensbahn. Für den Güterverkehr wurde die Haselhorster Militärbahn genutzt. Die Siemens-Güterbahn wurde mit einer Streckenlänge von 20 km an die Güterbahn Spandau – Insel Eiswerder angeschlossen und am 16. März 2008 mit Teilführung auf dem Mittelstreifen des Nonnendamms (ab 1914: Nonnendammallee) eröffnet.
Siemensstadt ist über die Linie U7 der Berliner U-Bahn mit der City West und der Spandauer Altstadt verbunden. Die U-Bahnhöfe Rohrdamm und Siemensdamm liegen im Ortsteil.
Bis zum Reichsbahnerstreik im Jahr 1980 war Siemensstadt über die Siemensbahn an das S-Bahn-Netz angebunden. Bis zum Herbst 2029 soll die Strecke reaktiviert werden. Die Buslinien 123 und 139 tangieren den Ortsteil und stellen Direktverbindungen zum Hauptbahnhof und zum Zentralen Omnibusbahnhof her.

### Bildung
Im Ortsteil gibt es drei allgemeinbildende Schulen:
- Robert-Reinick-Grundschule
- Schule an der Jungfernheide (integrierte Sekundarschule)
- Carl-Friedrich-von-Siemens-Gymnasium

### Sport
- Als Träger des lokalen Sports hat sich der SC Siemensstadt einen Namen gemacht.
- Seit 1913 sind in Siemensstadt ansässige Schachvereine nachweisbar, aktuell vertreten durch die Schachfreunde Siemensstadt e. V.
- Im Jahr 2010 wurde im Bereich des U-Bahnhofs Paulsternstraße der Siemensstadt-Park eröffnet. Er wurde anstelle der ursprünglich geplanten Siemens-Arena gebaut und bietet ein Einkaufszentrum sowie eine Mehrzweckhalle.

## Persönlichkeiten
- Bruno Borchardt (1859–1939), Opfer des Nationalsozialismus, lebte in Siemensstadt
- Karl Janisch (1870–1946), Architekt zahlreicher Industriebauten in Siemensstadt
- Lyonel Feininger (1871–1956), Maler, lebte in Siemensstadt
- Friedrich Ludwig (1872–1945), Direktor der Siemens-Schuckertwerke Siemensstadt
- Julia Feininger (1880–1970), Künstlerin, lebte in Siemensstadt
- Margarete Godon (1909–2005), Malerin und Bildhauerin, lebte in Siemensstadt
- Heinz Welzel (1911–2002), Schauspieler, in Siemensstadt geboren
- Heinz Voß (1922–2000), Schauspieler, lebte in Siemensstadt
- Irmgard Kuhlee (1927–2018), Malerin, in Siemensstadt aufgewachsen
- Lutz Oberländer (* 1966), Autor, lebt in Siemensstadt
- Adel Tawil (* 1978), Sänger, in Siemensstadt aufgewachsen